# Guerra Civil Síria
A Guerra Civil Síria (às vezes referida como Revolta Síria ou ainda Revolução Síria; em árabe: الحرب الأهلية السورية) é um conflito interno em andamento na Síria, que começou como uma série de grandes protestos populares em 26 de janeiro de 2011 e progrediu para uma violenta revolta armada em 15 de março de 2011, influenciados por outros protestos simultâneos no mundo árabe. Enquanto a oposição alegou que seu objetivo era destituir o presidente Bashar al-Assad do poder e posteriormente instalar uma nova liderança mais democrática no país, o regime baathista dizia que estava apenas combatendo terroristas armados que visavam desestabilizar o país. Com o passar do tempo, a guerra deixou de ser uma simples "luta por poder" e passou também a abranger aspectos de natureza sectária e religiosa, com diversas facções que formam a oposição combatendo tanto o governo quanto umas às outras. Assim, o conflito acabou espalhando-se para a região, atingindo também países como Iraque e o Líbano, atiçando, especialmente, a rivalidade entre xiitas e sunitas. Em 8 de dezembro de 2024, após treze anos de guerra, Bashar al-Assad fugiu de Damasco, encerrando cinquenta e três anos de governo da Família Assad.
Foi iniciada como uma mobilização social e midiática, exigindo maior liberdade de imprensa, direitos humanos e uma nova legislação. A Síria tem ficado em estado de emergência desde 1962, que efetivamente, suspendeu as proteções constitucionais para a maioria dos cidadãos. Hafez al-Assad esteve no poder por trinta anos, e seu filho, Bashar al-Assad, tem mantido o poder com mão firme nos últimos dez anos. As manifestações públicas começaram em frente ao parlamento sírio e a embaixadas estrangeiras em Damasco.
Em resposta aos protestos, o governo sírio enviou suas tropas para as cidades revoltosas com o objetivo de encerrar a rebelião. O resultado da repressão e do confronto com os manifestantes acabou sendo de centenas de mortes, a grande maioria de civis. No fim de 2011, soldados desertores e civis armados da oposição formaram o chamado Exército Livre Sírio para iniciar uma luta convencional contra o Estado. Em 23 de agosto de 2011, a oposição finalmente se uniu em uma única organização representativa formando o chamado Conselho Nacional Sírio. A luta armada então se intensificou, assim como as incursões das tropas do governo em áreas controladas por opositores. Em 15 de julho de 2012, com grandes combates irrompendo por todo o país, a Cruz Vermelha Internacional decidiu classificar o conflito como guerra civil (o termo preciso foi "conflito armado não internacional") abrindo caminho à aplicação do Direito Humanitário Internacional ao abrigo das convenções de Genebra e à investigação de crimes de guerra.
A partir de 2013, aproveitando-se do caos da guerra civil na Síria e no Iraque, um grupo autoproclamado Estado Islâmico (EI, ou ad-Dawlah al-Islāmīyah) começou a reivindicar territórios na região. Lutando inicialmente ao lado da oposição síria, as forças desta organização passaram a atacar qualquer uma das facções (sejam apoiadoras ou contrárias a Assad) envolvidas no conflito, buscando hegemonia total. Em junho de 2014, militantes deste grupo proclamaram um Califado na região, com seu líder, Abu Bakr al-Baghdadi, como o califa. Eles rapidamente iniciaram uma grande expansão militar, sobrepujando rivais e impondo a sharia (lei islâmica) nos territórios que controlavam. Então, diversas nações ocidentais, como os Estados Unidos, as nações da OTAN na Europa, e países do mundo árabe, temendo que o fortalecimento do EI representasse uma ameaça a sua própria segurança e a estabilidade da região, iniciaram uma intervenção armada contra os extremistas. Outras nações, como Rússia e Irã, também intervém militarmente no conflito, mas ao lado do regime de Assad. Analistas políticos internacionais descrevem a participação das potências estrangeiras na Síria e o apoio dispensado as facções lutando no conflito como uma espécie de "guerra por procuração". Em novembro de 2024, após quatro anos de calmaria, a guerra recomeçou a todo vapor, com as forças rebeldes atacando do norte, sul e leste. Em 8 de dezembro, Assad fugiu de Damasco, colapsando seu governo, com os rebeldes tomando o controle de quase todas as principais cidades da Síria.
Segundo informações de ativistas de direitos humanos dentro e fora da Síria, o número de mortos no conflito passa das 500 mil pessoas, sendo mais da metade de civis. Outras 130 mil pessoas teriam sido detidas pelas forças de segurança do governo. Mais de cinco milhões de sírios já teriam buscado refúgio no exterior para fugir dos combates, com a maioria destes tomando abrigo no vizinho Líbano. O conflito também gerou uma enorme onda migratória de sírios e árabes em direção a Europa, sem paralelos na história do continente desde a Segunda Guerra Mundial.
Segundo a ONU e outras organizações internacionais, crimes de guerra e contra a humanidade vêm sendo perpetrados pelo país por todos os lados de forma desenfreada. Na fase inicial da guerra, as forças leais ao governo foram as principais alvos das denúncias, sendo condenadas internacionalmente por incontáveis massacres de civis. Milícias leais ao presidente Assad e integrantes do exército sírio foram acusadas de perpetrarem vários assassinatos e cometerem inúmeros abusos contra a população. Contudo, durante o decorrer das hostilidades, as forças opositoras também passaram a ser acusadas, por organizações de direitos humanos, de crimes de guerra. O Estado Islâmico, desde 2013, passou então a chamar a atenção pelos requintes de violência e crueldade nas inúmeras atrocidades que cometiam pelo país.

## Contexto
No momento da revolta, a Síria se encontrava sob estado de emergência desde 1962, sendo assim suspensas as garantias constitucionais que protegiam a população síria. Então o regime instalou um estado policial, suprimindo qualquer manifestação pública que fosse contra o governo. Durante esses anos, revoltas de cunho islâmico foram fortemente reprimidos, causando centenas de mortes, como no massacre de Hama. O governo sírio justificou o estado de emergência, dizendo que a Síria estava em estado de guerra com Israel.
Desde 1963, após um golpe de estado, a Síria é governada pelo Partido Baath. Apesar das mudanças de poder no golpe de estado de 1966 e no golpe de 1970, o Partido Baath continua mantendo-se como a única autoridade na Síria, através do unipartidarismo.

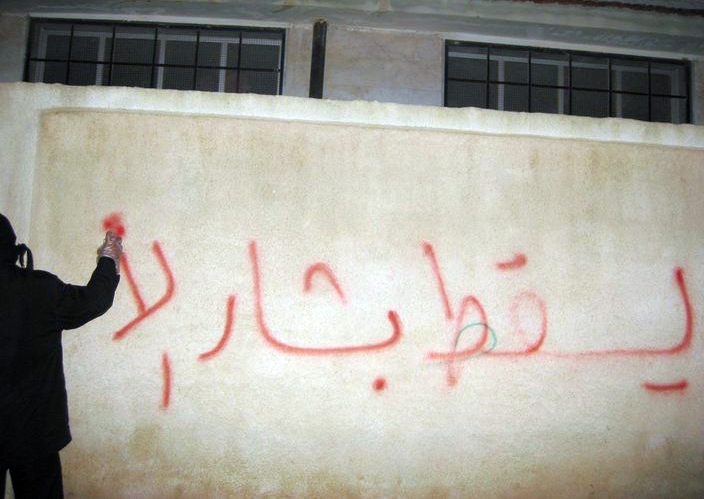
Um manifestante anti-Assad grafitando na parede de um prédio a frase "Derrubem al-Assad", em maio de 2011.

No último golpe de estado, Hafez al-Assad tomou o poder como presidente, liderando o país por 30 anos e proibindo a criação de partidos de oposição e a participação de qualquer candidato de oposição em uma eleição.
Em 1982, durante um clima de insurgência islâmica em todo o país, que durou seis anos, Hafez al-Assad aplicou a tática da "terra arrasada", sufocando a revolta islâmica da comunidade sunita, incluindo a Irmandade Muçulmana, entre outros. Durante essas operações, milhares de pessoas morreram no massacre de Hama.
O presidente Bashar al-Assad se encontra no poder desde 17 de julho de 2000, sucedendo seu pai. Seu partido atualmente domina a política síria, incluindo o parlamento. A Frente Nacional Progressista é a única coalizão do parlamento, composto principalmente pelo Partido Baath (134 assentos) e outros nove membros, representando 35 partidos políticos.
Como vários outros países do Oriente Médio, a Síria sofria com retrações econômicas e altos índices de desemprego que chegava a 25% da população. A situação socioeconômica, como a deterioração do padrão de vida, a redução do apoio do governo aos pobres como consequência da adaptação da economia para um mercado aberto, a erosão dos subsídios para bens e agricultura, sem uma indústria estável e índices de desemprego altos entre jovens incitaram o descontentamento popular.
A situação dos direitos humanos na Síria também era considerada deplorável, conquistando várias críticas de organizações estrangeiras. O país ficou sob estado de exceção de 1963 até 2011, o que dava as forças de segurança a autoridade de prender qualquer um que quisessem sem declarar um motivo. Movimentos pró-democracia liderados, na maioria das vezes, pela Irmandade Muçulmana, foram mal recepcionados pelo governo que reprimia qualquer manifestação de oposição. Todos os partidos políticos foram banidos da Síria, fazendo do partido do governo o único a concorrer nas eleições.
Em entrevista feita em 31 de janeiro de 2011, al-Assad declarou que era tempo de fazer reformas, frente as revoltas de demanda popular que derrubaram governos no Egito, na Tunísia e no Iêmen, e que falou que uma "nova era" estava chegando ao Oriente Médio. Segundo grupos de oposição, a lentidão ou não cumprimento das promessas de reformas incitaram a população a se manifestar contra o governo em massa. Os primeiros protestos começaram em janeiro e foram reprimidos duramente pelo governo. Ainda no mesmo mês, uma manifestação em Ar-Raqqah terminou com dois mortos. Protestos em Al-Hasakah acabaram sendo dispersos pelas forças de segurança leais ao governo e centenas foram presos. A rede de televisão árabe Al Jazeera reportou a violência usada pelas forças de al-Assad na repressão e se disse preocupada com o risco de uma insurreição popular nos moldes da Líbia. O presidente Assad então afirmou que seu país estaria imune a todos os tipos de protestos em massa como os que ocorreram no Cairo, Egito.

## Fim do estado de emergência e manifestações populares

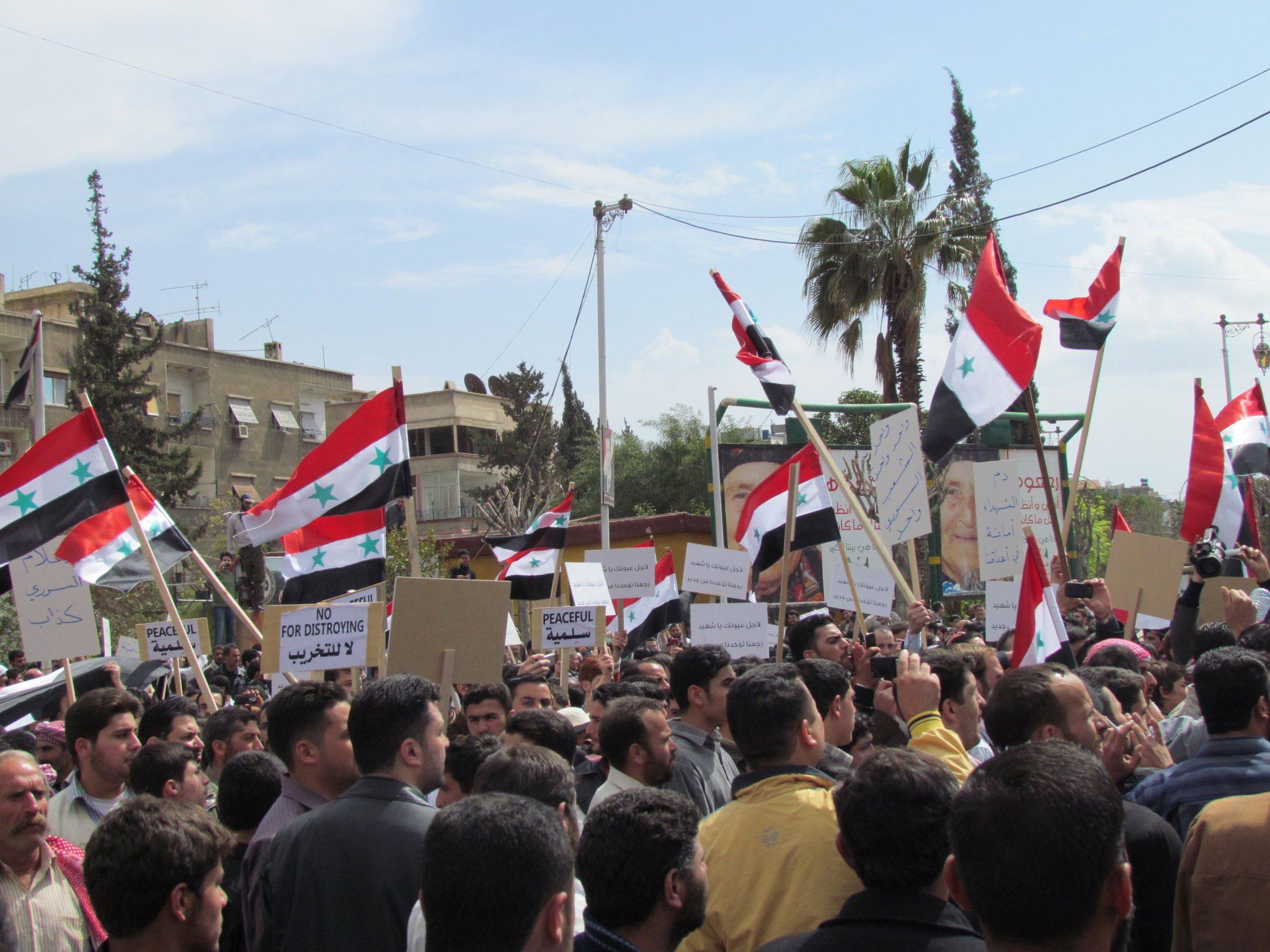
Portando cartazes e bandeiras nacionais, o povo protesta contra o governo em Damasco, capital do país, em 08 de Abril de 2011.

Influenciados pela chamada Primavera Árabe, as primeiras grandes manifestações antigoverno na Síria começaram entre janeiro e março de 2011, acontecendo principalmente nas cidades de Damasco, Alepo e no sul de Daraa, município este onde seriam registrados os primeiros confrontos violentos entre forças de segurança do país e manifestantes. Os protestos contra o regime de Bashar al-Assad se intensificaram em abril, forçando as autoridades sírias a enviar tropas do Exército e outras forças de segurança para as ruas do país. Água e eletricidade se tornaram escassas nas cidades sitiadas como Daraa, onde as forças do governo supostamente confiscavam os suprimentos da população. Uma situação similar foi relatada na cidade de Homs. Em maio, o Exército Sírio também iniciou o cerco as cidades de Baniyas, Hama, Talkalakh, Lataquia e Al-Midan, além de vários distritos de Damasco e dezenas de outras cidades pelo país que também foram ocupadas por manifestantes da oposição.
Os protestos em 18 e 19 de março de 2011 foram os maiores que ocorreram na Síria em décadas, tendo as autoridades sírias respondido com violência contra os manifestantes. O Secretário-Geral das Nações Unidas Ban Ki-moon, chamou o uso da força letal de "inaceitável". Já a União Europeia, representada por Catherine Ashton, classificou a situação do país como "intolerável" e solicitou que reformas ocorressem na Síria.
Falando à Assembleia do Povo, em abril, num discurso transmitido pela televisão, o presidente Bashar al-Assad declarou que esperava que o governo suspendesse a lei de emergência em vigor há décadas no país, reconhecendo que há um grande buraco entre o governo e o povo, e que o "governo tinha que atender às aspirações populares". Em 19 de abril, o regime aprovou um decreto que suspendeu o estado de emergência pela primeira vez em 48 anos. Em março de 2011, o governo sírio aumentou o salário mínimo e os salários do funcionalismo público, para combater a alta no custo de vida e ganhar mais apoio popular. Em resposta ao decreto, a Anistia Internacional declarou que "as promessas do presidente Al-Assad soam falsas e que as medidas adotadas são muito fracas em relação às reformas políticas tão necessárias no país".
Apesar das medidas, a continuação dos confrontos entre os manifestantes e as forças de segurança do governo em Homs, Damasco, Banias, Kiswah e Qamlishi, levou a um banho de sangue no país em 22 de abril, com mais de 70 mortos. Segundo a Anistia Internacional, o número de mortos nas manifestações em março foi de 228 pessoas. A Human Rights Watch também exigiu do governo sírio, que permita que os cidadãos do país tenham direito à liberdade de reunião.
O governo continuou a pressionar a população e em 26 de abril, tanques do exército foram enviados à Daraa, a cidade onde as manifestações começaram na Síria, e tropas abriram fogo contra manifestantes locais, causando pelo menos 35 mortes. Cerca de 500 ativistas foram presos no mesmo dia em todo o país. Em maio, o governo dos Estados Unidos, através de uma ordem executiva do presidente Barack Obama, determinou o congelamento de todos os bens e ativos pessoais de Assad e mais seis integrantes do governo sírio no país, assim como a proibição de cidadãos e empresas norte-americanas de fazerem negócios com essas pessoas.
Em 12 de novembro de 2011 a Liga Árabe decidiu, por 18 votos a favor, 3 contra (Síria, Líbano e Iémen) e uma abstenção (Iraque), suspender a Síria da organização, até que o governo de Damasco botasse um fim à violência contra os manifestantes antigovernamentais.
Em outubro de 2011, a Rússia e a China usaram o veto para bloquear uma resolução do Conselho de Segurança contra o governo sírio. Em novembro uma agência de notícias síria disse que navios de guerra russos chegaram a águas territoriais da Síria, indicando ser uma mensagem de Moscou para o Ocidente contra qualquer intervenção, anteriormente em 2010, de acordo com a agência de notícias russa RIA Novosti, a Rússia moveu seus primeiros navios de guerra para a base naval de Tartus, na Síria.
Al-Assad declarou que há uma "conspiração estrangeira" contra o país. O apoio dos Estados Unidos à oposição, inclusive ocorrendo durante anos, foi revelado pelo Wikileaks em supostos telegramas e assumido pelo governo americano que fazia isto desde 2006. O Washington Post divulgou parcialmente esses telegramas. Ainda segundo a mensagem, existe um envolvimento do Movimento pela Justiça e Desenvolvimento (MJD) de exilados em Londres, que teria ligação com a rede de televisão londrina Barada TV transmitida via satélite para a Oposição Síria. Acredita-se que esses financiamentos começaram em 2005.
No fim de 2011, as forças do governo sírio continuaram a reprimir os manifestantes, prendendo centenas de pessoas e deixando milhares de vítimas. A oposição síria relatou casos de estupros, assassinatos e alegou que milhares de civis estavam sendo expulsos de suas casas pelas forças do regime. O governo, por sua vez, negou as acusações. Em janeiro, uma pesquisa feita pela You Gov Siraj na Síria, encomendada pelo The Doha Debates, financiada pela Fundação Catar, chegou a conclusão que 55% do povo sírio queria a permanência de Assad no poder por medo de uma guerra civil ou de uma intervenção militar estrangeira no país. Porém, uma porcentagem similar da população demonstrou-se favorável a permanência do presidente no poder desde que ele convocasse eleições livres para o seu cargo. O governo então prometeu eleições, mas a transparência destas foi questionada pelas potências ocidentais e ativistas fora do país.
No final de fevereiro de 2012, frente ao aumento considerável de protestos e da pressão internacional, o governo sírio anunciou uma nova Constituição (obtendo o pluripartidarismo e sem necessariamente diminuir a permanência no cargo ou o poder do Chefe de Estado). O governo central afirmou que a nova lei só entraria em efeito após as próximas eleições presidenciais marcadas para 2014. O novo artigo 88 determina que o Presidente pode ser eleito por dois mandatos consecutivos de sete anos cada, sem diminuição de sua autoridade. Se reeleito, Assad poderia se garantir no poder por mais 16 anos, no mínimo. Aprovada num referendo, onde segundo dados do regime, 57% dos eleitores compareceram e, segundo o governo, o resultado concluiu que 90% foram a favor. O regime sírio afirmou que o resultado da votação foi "um respaldo às reformas promovidas por Assad" desde o começo da rebelião popular. A oposição e os países ocidentais classificaram o resultado como sendo falso com objetivos de manter Assad no poder. Líderes da oposição síria acusaram a votação de ter sido fraudulenta e alegaram que ela "em absoluto não representava o desejo do povo sírio". "A prova (desta falta de apoio) é o número de manifestações que houve ontem à noite, o número de greves e o número de mortos que foi registrado enquanto Bashar enganava seu povo", afirmou Rafif Jouejati, o então porta-voz da oposição. Dias após a votação, o governo de Assad voltou a atacar manifestantes e cidades em controle de opositores, matando pelo menos 144 pessoas. Segundo um porta-voz da ONU, a prioridade do governo de Assad deveria ser "por fim à violência e só nessas condições pode ter lugar um processo político que responda às aspirações dos cidadãos". A União Europeia também reforçou o pedido de rapidez na transição política do país e lançou novas sanções contra a nação em resposta a escalada de violência perpetrada pelo governo.
De acordo com grupos contrários ao regime e com o observatório de direitos humanos da ONU, nenhuma das reformas prometidas por Al-Assad foram implementadas, enquanto o governo prosseguia com a repressão política.

## Guerra

### Repressão e primeiros enfrentamentos

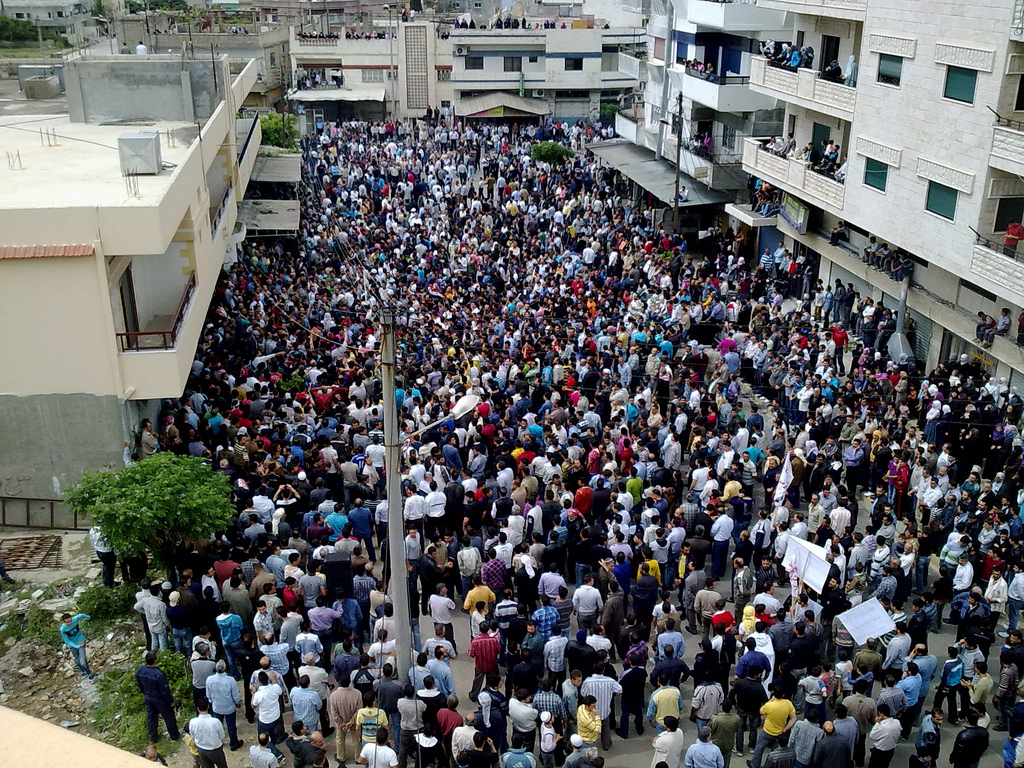
Protestos da oposição na cidade de Baniyas, 28 de abril de 2011.

Em resposta a maior intensidade dos protestos, o governo sírio mandou várias unidades do Exército e das Forças Armadas do país para por fim as manifestações e várias cidades foram cercadas e bombardeadas causando muitas mortes. Homs, uma das maiores cidades do país e a maior sob controle da oposição, foi atacada e bombardeada por aviões e artilharia. A comunidade internacional e ativistas dos direitos humanos denunciaram a matança indiscriminada de civis e pediram o fim da violência. A Liga Árabe fez então uma proposta de paz que foi veementemente negado pelo governo central que alegou que estava lutando contra terroristas e não sufocando protestos.
De acordo com várias testemunhas, soldados do governo que se recusavam a disparar contra civis eram sumariamente executados pelos próprios oficiais. O governo sírio negou as deserções dos seus militares e culpou "grupos armados" pelos problemas.
No fim de 2011, civis e soldados que desertaram o exército nacional se unificaram para iniciar uma campanha de insurgência organizada contra o Estado. Foi criado então o "Exército Livre da Síria" e os combates então se intensificaram. Em fevereiro de 2012 o governo de Bashar al-Assad iniciou uma grande ofensiva contra as cidades controladas por opositores, em especial Homs, que foi bombardeada durante quase três semanas.
Segundo grupos de ativistas de direitos humanos, no começo de 2012, mais de 11 mil pessoas já haviam morrido na Síria por causa da violência do governo contra os manifestantes e de outras ações armadas, com isso mais de 7 mil refugiados teriam fugido para o Libano, o governo deste país informou depois de uma reunião com o governo americano que pediu para que protegesse os refugiados da Síria, o então Ministro de Exteriores Adnan Mansour. "Nós não queremos um novo campo de Ashraf, no Líbano", disse Mansour, em uma alusão ao campo de dissidentes iranianos Mujahidin "El-Halk", localizado no Iraque.
Em 23 de fevereiro, dois jornalistas estrangeiros (um francês e uma americana) foram mortos depois de o prédio onde estavam em Homs ter sido bombardeado por forças do governo. A comunidade internacional rapidamente condenou o ocorrido. "Isto é um aviso triste sobre os riscos que os jornalistas correm para informar o mundo do que se passa e dos acontecimentos horríveis na Síria", afirmou o primeiro-ministro britânico David Cameron. Pelo menos 24 civis morreram no mesmo episódio de violência. O governo sírio negou a responsabilidade pelas mortes e afirmou que os jornalistas em questão entraram ilegalmente no país. O ministério de relações exteriores do país ainda afirmou que pelo menos 200 delegações da imprensa tiveram entrada permitida no país, mas não revelou de onde eram ou para quem trabalhavam. Em 1 de março, o exército sírio anunciou a conquista do bairro rebelde de Baba Amr, em Homs, após dois dias de combates. Os rebeldes declaram que a retirada das suas posições na área foi um "recuo tático" e se declararam preocupados com um possível massacre na tomada de seu reduto em Homs. No mesmo dia o Conselho Nacional sírio anunciou a criação de um "Gabinete Militar" para unificar a estratégia de luta contra o governo.

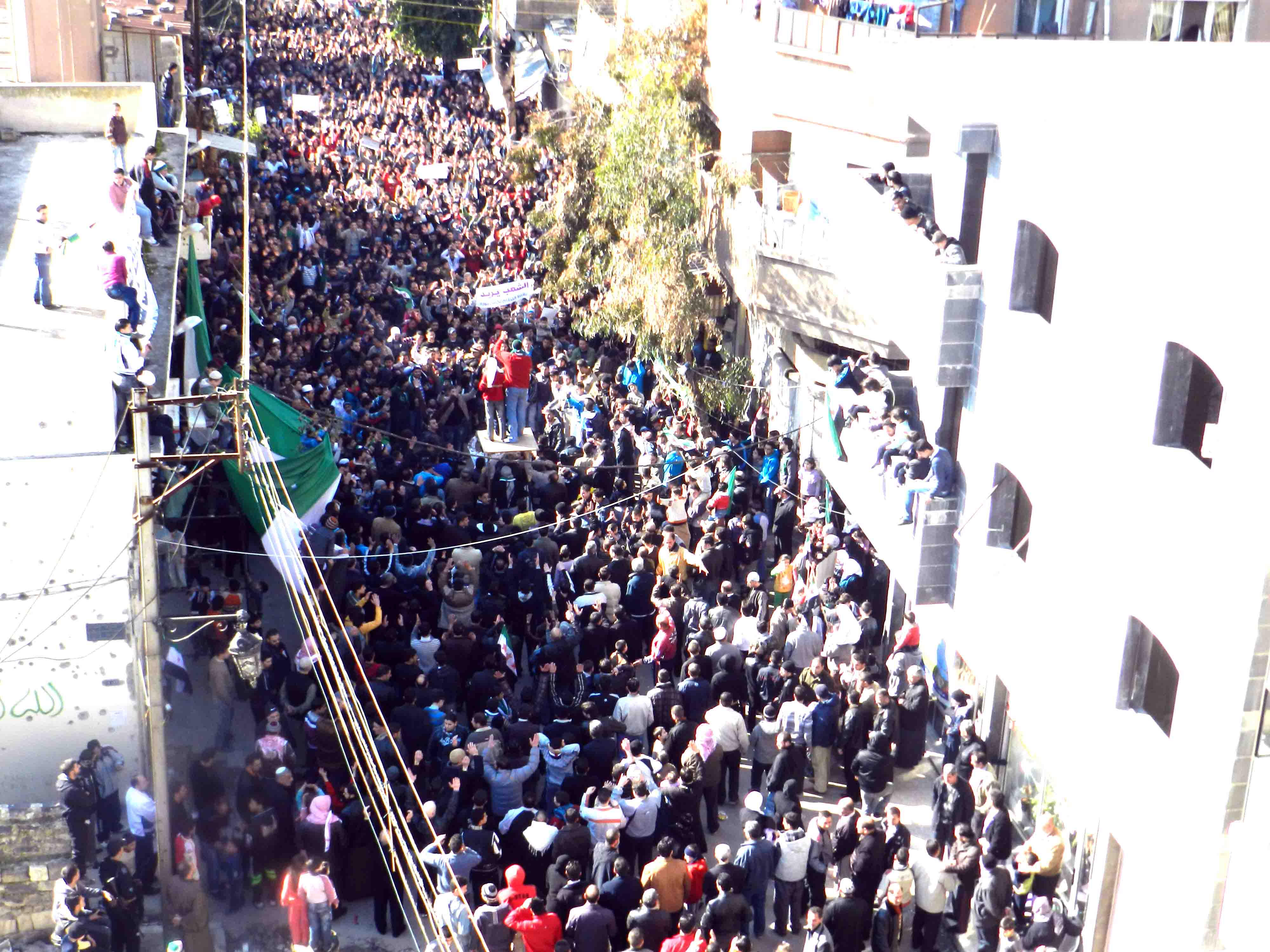
Manifestantes da oposição em Homs.

Na tarde do dia 6 de março de 2012, o Crescente Vermelho sírio finalmente conseguiu chegar ao bairro de Baba Amir, cujo acesso era impedido pelo governo, fornecendo ajuda humanitária e constatando que a maioria dos moradores se transferiram para outras regiões já visitadas pela sua equipe na cidade de Homs, afirmou o Comitê Internacional da Cruz Vermelha. As autoridades sírias então se reuniram com a enviada da ONU, Valérie Amos, e afirmaram ter encontrado corpos de vários estrangeiros na região, inclusive um corpo de um europeu que teria ajudado os rebeldes, encontrado com documentos de um jornalista espanhol que alegou ter perdido durante o conflito. A agência estatal de notícias síria Sana informou que o Ministério de Relações Estrangeiro do país salientou que as lideranças do governo estavam apenas tentando satisfazer as necessidades dos civis, apesar das "injustas sanções" impostas por alguns países árabes e ocidentais. Após anunciar estar no controle de Homs, informação esta negada pelos rebeldes e pela Comunidade Internacional, o governo de Damasco lançou novas ofensivas contra outras áreas tomadas por manifestantes opositores.
Em 1 de fevereiro, Riad al-Asaad, comandante do Exército Livre Sírio, alegou que "metade do território do país não estava mais sob controle do regime" e que o acesso as áreas sob a mão do governo não eram mais acessíveis. Ele também afirmou que o moral das tropas de Assad estava baixo. "É por isso que eles estão bombardeando indiscriminadamente, matando homens, mulheres e crianças", disse ele.
A onda de protestos rapidamente se espalhou pelo mundo, em especial em frente as embaixadas da Síria pelo mundo. Após a oposição síria ter alertado que mais de 200 pessoas teriam sido mortas em um massacre em Homs em 2 de fevereiro de 2012, sírios exilados e cidadãos comuns de outras nacionalidades protestaram no Cairo, cidade do Cuaite e em Londres.

### Tentativas de cessar-fogo e novos embates

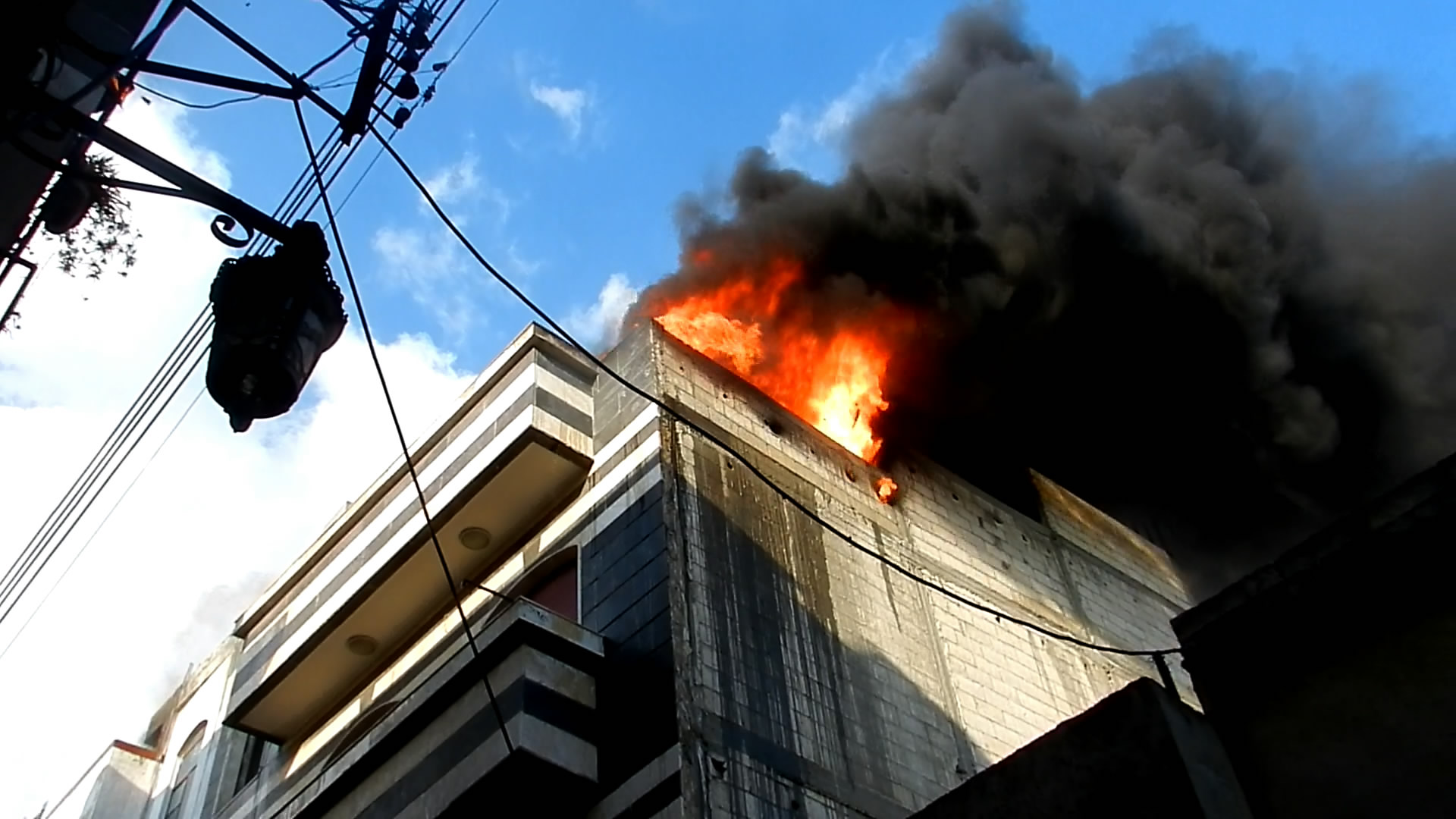
Um prédio em Homs pegando fogo como resultado dos combates entre forças pró e contrárias ao regime.

Em 10 de fevereiro de 2012 foi reportado um ataque contra o prédio da inteligência militar síria em Alepo, sendo que 28 pessoas morreram no atentado e outras 235 ficaram feridas. O Exército Sírio Livre, através do coronel Arif Hamood, assumiu responsabilidade do ataque ao canal France 24, dizendo que eles usaram tiros de morteiro e de lança-granadas-foguete ao invés de carros bomba como havia sido reportado no início. Contudo, outro líder da oposição armada, Riad al-Asaad, negou participação destes no ataque e falou em conspiração feita pelo governo de Assad que teria atacado ele mesmo o prédio para culpar a oposição de assassinato. Um jornalista holandês do canal NOS as explicações da oposição para o ataque como improváveis, já que estes já haviam alertado a todos que a inteligência do exército sírio seria alvo de ataques, já que eles seriam alguns dos principais responsáveis pela repressão política no país.
Em 12 de abril, ambos os lados, o Governo Sírio e os rebeldes armados da Oposição, entraram em um período de cessar-fogo mediado pela ONU. Apesar dos planos iniciais de por fim as hostilidades em 10 de abril, o Exército Sírio continuou sua ofensiva em cidades controladas por opositores, em uma tentativa de ganhar mais terreno, e acabaram por acatar o armistício apenas no dia 12. Em 15 de abril, ainda havia relatos de bombardeios e combates em Homs, e também foram reportadas várias mortes por toda a Síria, supostamente em repressões das forças do governo contra membros da oposição, apesar das promessas de fim das hostilidades feitas pelo presidente Bashar al-Assad. No dia 16, um grupo de observadores internacionais chegou à Síria para inspecionar como estava a situação do país.
Em 1 de maio, Hervé Ladsous, Subsecretário-Geral para Operações de Paz das Nações Unidas, disse que ambos os lados estavam violando o acordo de cessar-fogo de 12 de abril. O Secretário-Geral da ONU, Ban Ki-moon, alertou que governo e oposição deveriam cooperar com a proposta de paz.
No dia 19 de maio, em Deir ez-Zor, explodiu uma bomba em um atentado suicida que matou 9 civis e feriu 100 gravemente. O atentado foi atribuído à Irmandade Muçulmana.
Em detrimento do acordo de cessar-fogo, os combates no país se intensificaram em maio e no dia 25 desse mês mais de 100 pessoas foram executadas no "Massacre de Houla", perpetrado durante uma ofensiva militar do governo sírio. Segundo a ONU, a maior parte das vítimas eram civis que teriam sido sumariamente executado pelas forças de Bashar al-Assad. Estes eventos acabaram por colocar a já tensa paz em risco. Rupert Colville, porta-voz do Alto Comissariado das Nações Unidas para os Direitos Humanos, disse que acredita "que menos de 20 dos 108 assassinatos podem ter sido provocados por disparos de artilharia e tanques. A maioria das vítimas foram executadas de forma sumária em dois incidentes diferentes que foram executados, segundo os moradores, por milicianos favoráveis ao regime". O governo, por sua vez, negou responsabilidade e culpou "grupos terroristas" pelo incidente. Em 29 de maio, Kofi Annan viajou até à Síria para apelar a ambos os lados e evitar o rompimento total do cessar-fogo.
Em 30 de maio, o exército rebelde sírio anunciou que eles estavam dando ao presidente Assad 48 horas para se submeter ao plano de paz internacional e por fim a violência. "O prazo acaba na sexta, às 12h00 (hora local), e ai estamos livres de qualquer comprometimento anterior e voltaremos a proteger e defender os civis, suas aldeias e suas cidades", disse um porta-voz das forças militares da oposição.

### Escalada da violência e declarada guerra civil
Logo após o massacre em Houla e o subsequente ultimato rebelde ao governo sírio, o cessar-fogo praticamente entrou em colapso no fim de maio de 2012, com forças do Exército Livre da Síria (ESL) lançando vários ataques contra tropas do governo. Em 1 de junho, o presidente Bashar al-Assad alertou que o país iria "esmagar" a revolta rapidamente, depois de o exército rebelde anunciar que estavam retomando as "operações defensivas". Assad então voltou à televisão e declarou que a Síria estava em completo "estado de guerra".
Em 2 de junho, 57 soldados foram mortos na Síria, o maior número de perdas sofridas pelo governo em um só dia naquele ponto do conflito. Entre 5 e 13 de junho, o Exército Sírio combateu e derrotou as milícias antigoverno na cidade de Lataquia, onde foram usados tanques e helicópteros para liquidar as forças opositoras.
Em 6 de junho de 2012, 78 civis foram mortos no chamado "massacre de Al-Qubair". De acordo com ativistas de direitos humanos, as forças do governo começaram a bombardear o vilarejo com artilharia pesada antes que as milícias pró-Assad, a Shabiha, avançasse. Observadores da ONU tentaram entrar no vilarejo para tentar investigar o que havia ocorrido de fato mas foram impedidos pelo governo e depois foram embora ao perceber que havia combates pela área com vários sons de diversos tiroteios acontecendo. Enquanto isso, os conflitos avançaram até duas grandes cidades (Damasco e Alepo) que o governo alegava estar tranquila em suas mãos e que sua população era formado por partidários que apenas queriam a manutenção da estabilidade. Em ambas as cidades, intensos protestos de caráter mais pacífico estavam acontecendo. Lojistas da capital entraram então em greve e em Alepo os bairros comerciais também pararam de funcionar, mas em escala menor. Isso foi interpretado por especialistas como a indicação de que a histórica aliança nas grandes cidades entre os empresários e o governo tinha finalmente ruído.

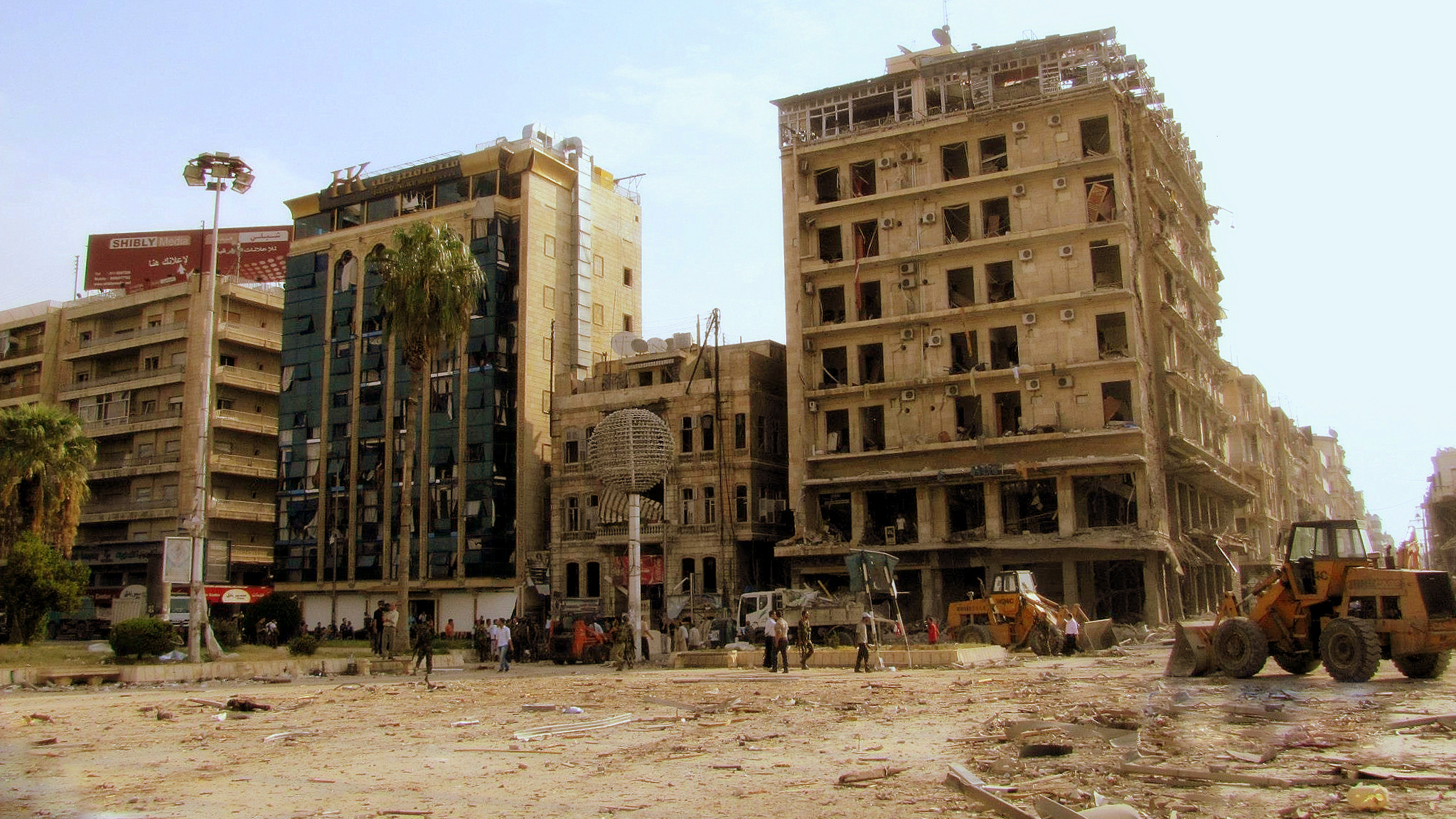
Prédios destruídos em Saadallah al-Jabiri, na cidade de Alepo, devido a um atentado à bomba, em outubro de 2012.

Em 22 de junho, um caça turco F-4 foi derrubado por forças do governo sírio. A Síria admitiu ter derrubado o avião, alegando que a aeronave turca voava sobre águas sírias a apenas 1 quilometro da costa quando foi atacado por artilharia antiaérea perto do vilarejo de Om al-Tuyour. Em 24 de junho, destroços do jato foram encontrados em águas sírias, mas a tripulação permanecia desaparecida. O ministro das relações exteriores da Turquia então declarou que o avião de seu país fora derrubado em águas internacionais logo após ter entrado momentaneamente em espaço sírio, durante um voo para testar o novo sistema de radar turco. O presidente Bashar al-Assad mostrou pesar pela situação e alegou estar "arrependido" pela derrubada do avião. O governo de Ancara emitiu uma nota oficial dizendo que o ataque não sairia impune e culpou as autoridades em Damasco pela incidente. Logo depois, a União Europeia aprovou uma nova e mais dura rodada de sanções econômicas contra a Síria, reiteradas pelo Conselho da Europa.
No começo de julho de 2012, Manaf Tlass, um general de brigada da Guarda Republicana, desertou o governo, fazendo dele o mais graduado oficial de alta patente do Exército Sírio a renunciar devido a violência. Diplomatas ocidentais disseram que este foi o golpe mais duro contra Assad e seu círculo interno de ajudantes. Nawaf al-Fares, o embaixador sírio no Iraque, que já havia anunciado simpatia pelos movimentos opositores ainda em maio de 2011, renunciou ao cargo e declarou fidelidade a oposição ainda em julho de 2012.
Em meados de julho, os combates se espalharam pelo país de forma mais violenta. Frente a esses relatos, o Comitê da Cruz Vermelha internacional declarou o conflito uma "guerra civil". A luta em Damasco, capital do país, se intensificou devido a uma grande ofensiva rebelde que pretendia dominar a cidade.
Em 18 de julho, o ministro da defesa sírio, Dawoud Rajha, e o cunhado do presidente, o General Assef Shawkat, foram mortos em um atentado a bomba na capital. O chefe da inteligência do governo, Hisham Bekhityar, também foi ferido na mesma explosão. Tanto o Exército Livre da Síria e o grupo Liwa al-Islam assumiram responsabilidade pelos ataques. Já o ministro do interior, Mohammad Ibrahim al-Shaar, também foi ferido no atentado mas seu estado médico não foi confirmado. Esses ataques foram os primeiros que conseguiram assassinar altos membros do governo de Assad em 17 meses de revolta. Em 19 de julho, a cidade de Alepo foi palco de intensos combates entre forças do governo e da oposição, com ambos os lados lutando ferozmente para garantir o controle desta que é o maior centro comercial do país.
Com a recente escalada na violência, em 19 de julho, o Conselho de Segurança da ONU, pressionado por Estados Unidos e União Europeia, votou uma resolução contra o Regime de Bashar Al-Assad. Contudo, como era esperado, Rússia e China vetaram a resolução e qualquer subsequente sanção contra o governo sírio, evidenciando ainda mais a divisão da comunidade internacional sobre o conflito. Russos e chineses, que são os principais aliados da Síria, justificaram o veto alegando que querem ver uma resolução mais igual e que force ambos os lados a parar com a violência. No mesmo dia, oficiais do governo iraquiano anunciaram que o Exército Livre da Síria haviam tomado o controle de todos os quatro postos de fronteira entre a Síria e o Iraque, aumentando a preocupação do governo local com seus cidadãos na região fugindo do conflito no país vizinho. Nesse mesmo dia, por quase 40 minutos, todas as fronteiras da Síria foram fechadas. No dia 21, foi relatado que cerca de 150 combatentes islâmicos supostamente procedentes de vários países árabes, incluindo Arábia Saudita, Emirados Árabes Unidos, Egito e Tunísia, armados com fuzis de assalto AK-47, lança-foguetes e bombas artesanais, ocuparam um posto de fronteira localizado entre a Síria e Turquia, segundo constatou um fotógrafo da Agence France-Presse (AFP) na região. O governo culpou extremista da Al-Qaeda pelo incidente e relatou a presença de combatentes estrangeiros no país, o que foi negado pela oposição. Dois dias depois, a rede de televisão estatal síria mostrou imagens de cadáveres sendo supostamente de egípcios e jordanos, e anteriormente tinha sido de supostos líbios e tunisianos.

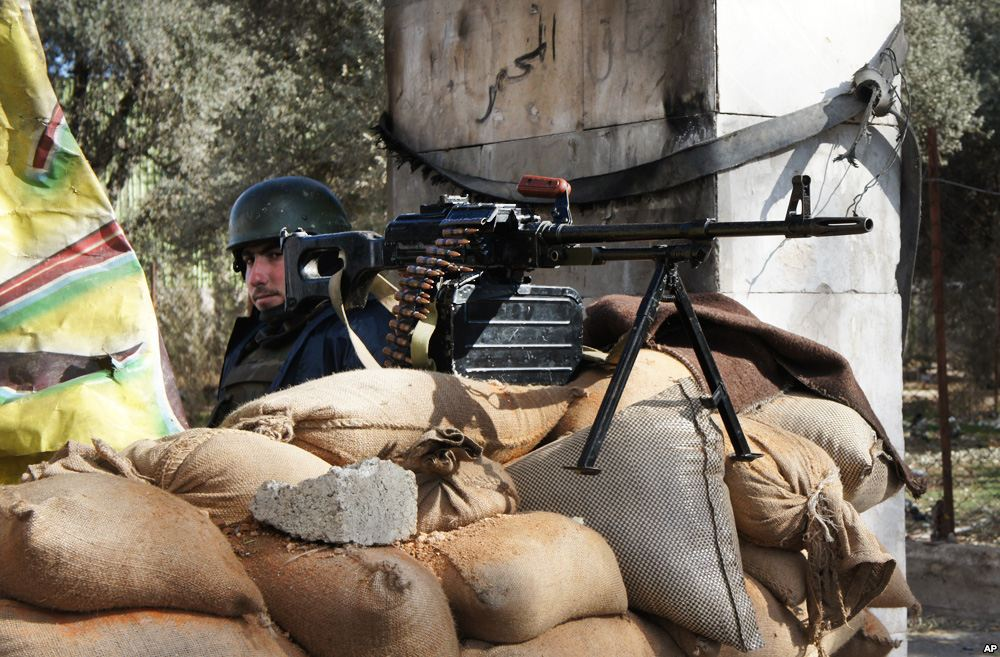
Um soldado do governo sírio em um posto de controle na capital Damasco, em 2012.

Em 25 de julho, várias fontes denunciaram o uso de armamento pesado e até aeronaves de combate pelas forças de Assad contra áreas controladas por opositores armados em Alepo e Damasco, resultando em muitas mortes.
No começo de agosto, tropas sírias teriam expulsado os combatentes do Exército Livre do distrito de Salaheddin, em Alepo, e aumentaram a intensidade das ofensivas na parte noroeste da cidade de Idlib. A televisão estatal então reportou que soldados do governo haviam frustrado ataques de rebeldes armados contra o aeroporto e uma prisão localizada no centro de Alepo. Em 29 de julho, a agência estatal SANA reportou que o governo estava no controle do distrito de Hajar al-Aswad, na capital do país. No mesmo dia, Assad declarou vitória e afirmou que suas tropas controlavam inteiramente a capital, apesar de na periferia, combates esporádicos ainda podiam ser ouvidos. Em Alepo, os combates continuavam com as forças do exército sírio lançando vários contra-ataques em cima dos rebeldes armados da oposição.
Em 7 de agosto, vários residentes e trabalhadores de Yandar, uma área próxima a cidade de Homs, foram massacrados. O jornal SANA, aliada ao governo de Damasco, acusou o Exército Livre sírio pelo massacre, o que foi negado pela oposição. O número de mortos ainda é incerto. No dia seguinte, em Alepo, rebeldes atacaram um importante centro da polícia na cidade mas foram repelidos por militares leais a al-Assad.
Em 25 de agosto, na cidade de Darayya, cerca de 400 pessoas foram mortas em um suposto ataque das forças do governo sírio. A milícia Shabiha, leal ao presidente Bashar al-Assad, foi a principal acusada de ter cometido os assassinatos. Alguns civis, contudo, acusaram as forças do Exército Livre da Síria de algumas das mortes. Desde a intensificação do conflito para uma guerra civil e do aumento das ofensivas militares da oposição, as forças rebeldes foram acusadas de perpetrarem abusos contra civis simpatizantes do governo e soldados que se renderam. Em Damasco, valas comuns contendo pelo menos 270 corpos foram encontrados na periferia da cidade. Mais uma vez, as milícias Shabihas foram acusadas de serem os autores do massacre. Em meados de setembro, um parente do presidente Assad, que era um oficial da Força Aérea Síria, anunciou que havia mudado de lado para a oposição. Esta foi a primeira deserção de um parente de al-Assad durante o conflito.
Em 18 de setembro, forças rebeldes reportaram que estavam no controle do norte da região de Ar-Raqqah, na fronteira entre a Síria e a Turquia. Junto com outros postos de controle em poder da oposição com aquele país e também na fronteira com o Iraque, os rebeldes conquistaram uma importante vitória estratégica e logística, permitindo com mais facilidade a entrada de suprimentos ao país.
Em 3 de outubro de 2012, tiros de artilharia pesada vindos da Síria atingiram a cidade de Akçakale na Turquia e cinco cidadãos daquele país foram mortos. Em resposta, a Turquia bombardeou alvos militares em território sírio, marcando a primeira intervenção estrangeira direta no conflito. O governo turco recorreu a OTAN, que por sua vez condenou a morte de civis no suposto ataque Sírio ao país vizinho. Eles também pediram que o governo sírio cesse todas as operações militares agressivas contra seus vizinhos e contra a população. Esta foi a ação militar mais violenta na fronteira durante toda a guerra civil e a primeira a provocar uma resposta letal estrangeira. O regime sírio, por sua vez, respondeu que está investigando o incidente e expressou condolências as vítimas. Nesse mesmo dia, foi registrado vários ataques suicidas em Alepo, onde uma batalha decisiva se desenrolava, provocando dezenas de mortes e deixando mais de uma centena de civis feridos. O grupo Jabhat al-Nusra, ligado a Al-Qaeda, assumiu a autoria dos ataques.

### Ofensivas rebeldes

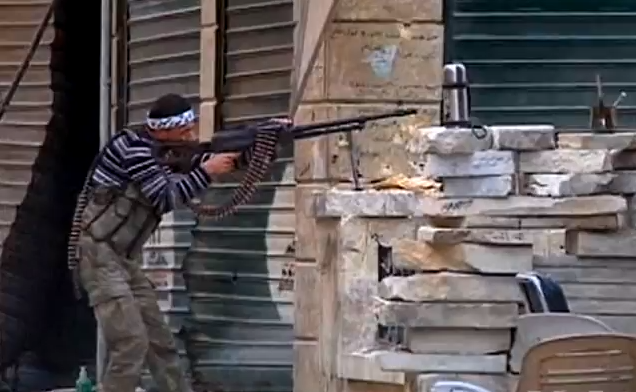
Um soldado da oposição lutando nas ruas de Alepo.

Em 10 de outubro, forças rebeldes assumiram o controle de Maarat al-Numan, um local estratégico em Idlib, que contém estradas importantes que fazem ligação entre as cidades de Damasco e Alepo. No fim do mês, fortes bombardeios de aviões do governo sírio forçaram o recuo das forças rebeldes. Apesar do retrocesso, pesados combates continuavam pelo distrito com o número de mortos crescendo em ambos os lados. Neste meio tempo, as forças armadas da Síria iniciaram sua maior ofensiva militar para tomar por completo a cidade de Homs, um dos principais redutos da oposição. A ofensiva acabou terminando em outro impasse estratégico com nenhum dos lados conseguindo dar o golpe decisivo no outro.
No dia 25 de outubro, o governo sírio, a pedido da ONU, propôs um fim nas operações militares entre os dias 26 e 29, devido ao festival muçulmano do Eid al-Adha. Alguns grupos rebeldes, contudo, anunciaram que não respeitariam a proposta. Durante as festividades, combates irromperam por toda a Síria, e as Nações Unidas denunciaram que ambos os lados estavam violando o cessar-fogo proposto. No dia 26 de outubro, cerca de 70 pessoas morreram em um atentado a bomba na capital Damasco. A rede de televisão do governo acusou "grupos terroristas" ligados aos rebeldes pelo atentado, informação negada pelo Exército Livre da Síria, que está a frente da luta armada para derrubar Bashar al-Assad. Ativistas da oposição afirmaram que o carro-bomba explodiu perto de um playground infantil construído para o feriado do Eid al-Adha, no distrito de Daf al-Shok, no sul da capital. Em 31 de outubro, o general Abdullah Mahmud al-Khalidi, um oficial da força aérea síria descrito como um dos mais hábeis aviadores do país, foi assassinado em Damasco, no distrito de Rukn al-Din, por um grupo de opositores armados.
Em 3 de novembro, numa continuação da contraofensiva rebelde em Idlib, uma base aérea e um aeroporto militar foram atacados por opositores ao regime sírio. Prédios do governo também foram atacados em Damasco, causando a morte de 21 soldados que faziam a segurança do local. Em Duma, próxima a capital, uma delegacia e um hospital também foram tomados por opositores. A notícia destas vitórias também vieram acompanhadas de relatos de abuso de direitos humanos cometidos por parte da oposição. Um vídeo divulgado na imprensa mundial mostra uma suposta execução de soldados leais ao governo cometido por combatentes rebeldes. Nesse meio tempo, a liderança da oposição, reunida em Amã, capital da Jordânia, voltou a descartar qualquer proposta de paz que mantivesse o presidente Assad no poder e exigiu a renúncia do ditador como único meio de acabar com a violência. O governo, por sua vez, em uma nota emitida por meio de um jornal estatal, anunciou que não negociará diretamente com o Conselho Nacional Sírio, definindo-os como "um grupo de mercenários".

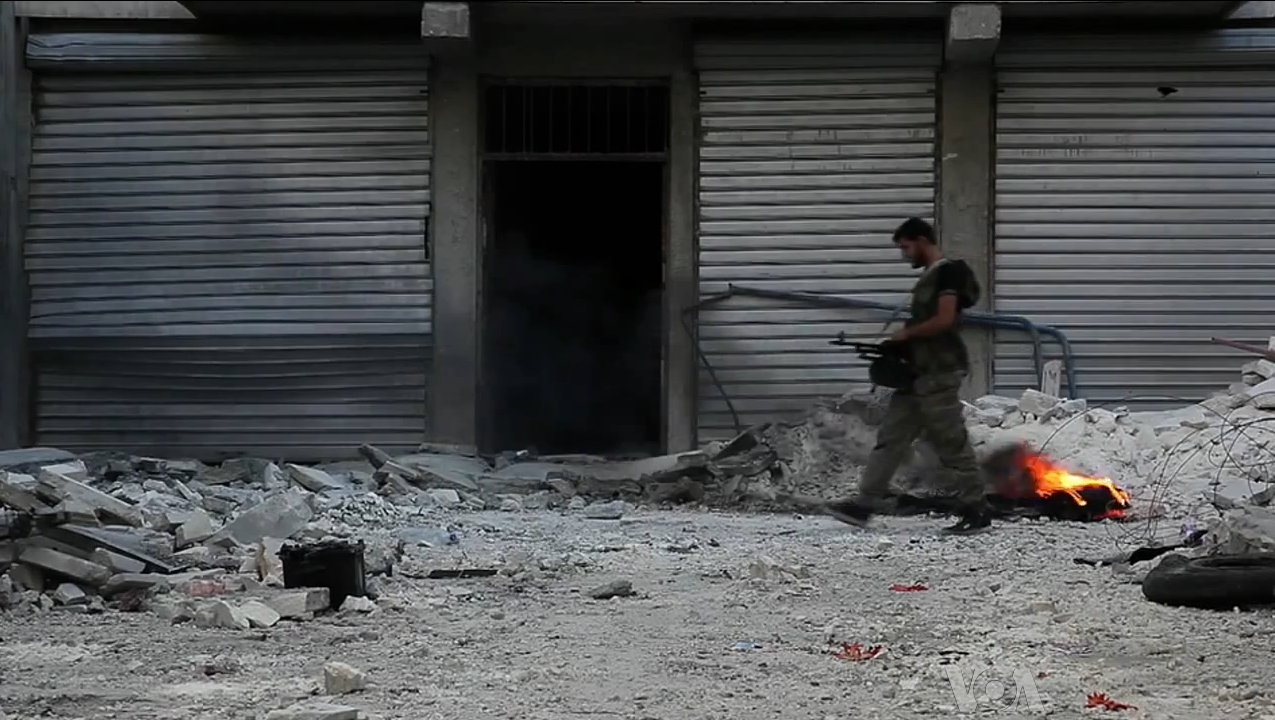
Um combatente rebelde andando por meio das ruínas de Alepo.

Em meio ao término das novas rodadas de negociações pela paz no país, os rebeldes conquistaram várias vitórias no norte da Síria. Eles assumiram o controle de Saraqeb, na província de Idlib, dando-lhes o controle de uma importante rodovia que leva a cidade de Alepo, que ainda é assolada por violentos combates. Em 3 de novembro, rebeldes lançaram ataques a base aérea de Taftanaz, de onde partiam aeronaves militares do governo para bombardear posições sob domínio das forças opositoras ao regime. No dia 6, sete generais sírios chegaram a Turquia para anunciar que estavam se juntando a oposição, segundo a mídia daquele país.
Em 18 de novembro, as forças da oposição tomaram o controle de uma das maiores bases militares no norte da Síria, a Base 46, nos arredores de Alepo, após semanas de intensas lutas contra as forças do governo. O general desertor, Mohammed Ahmed al-Faj, que comandou as tropas rebeldes, saudou a tomada da base como "uma das nossas maiores vitórias desde o começo da “revolução” para derrubar o presidente Bashar al-Assad". A oposição alegou ter matado, pelo menos, 300 militares do governo e ter capturado outros 60 homens. Também foram apreendidos muitas armas e veículos de combate.
Em dezembro, apesar do aumento da intensidade dos ataques do governo no sul do país, os rebeldes avançaram em diversas frentes, como na capital Damasco. Em 16 de dezembro, a cidade de Hama foi atacada por militares da oposição, que alegaram ter tomado boa parte da cidade e expulsado as forças do governo da região. No dia 19, um líder rebelde disse que "dois-terços da zona rural de Hama está sobre controle da oposição". No dia 25 de dezembro, tropas rebeldes tomaram, após semanas de luta, o município de Harem, na província de Idlib, na fronteira turca. Nesse mesmo dia, o major-general Abdulaziz al-Sallal, chefe da polícia militar síria, desertou o governo. Al-Sallal foi o oficial de mais alta patente a desertar o regime desde a deserção do também major-general Adnan Sillue, que era chefe do departamento de armas químicas sírio.
No começo de janeiro de 2013, milícias islâmicas, incluindo a Jabhat al-Nusra, tomaram a base aérea de Taftanaz, no norte de Idlib, após semanas de luta. A base militar, uma das maiores no norte do país, era usado pelas forças do governo como base para lançar ataques de helicópteros e entraga de suprimentos as linhas de frente na região. Ainda em janeiro, rebeldes islâmicos e militantes curdos trocaram tiros na cidade de Ras al-Ain, intensificando as tensões étnicas na região.

### Guerra de atrito
No inicio de fevereiro, combates violentos continuaram a imperar no norte do país e na capital. Forças rebeldes, formadas por islamitas, tomaram a cidade de Al-Thawrah, na província de Raqqa, perto de uma das maiores usinas hidrelétricas do país. No dia seguinte, forças da oposição tomaram a base aérea de Jarrah, que fica a 60 km de Alepo. Em 14 de fevereiro, foi a vez da cidade de Shadadeh cair em mãos das milícias da Jabhat al-Nusra, perto da fronteira com o Iraque. O governo central sírio respondeu com pesadas ofensivas na região centro-norte da Síria. Ao menos 30 rebeldes e mais de 100 soldados do governo teriam morrido nos ataques. Em 14 de fevereiro, rebeldes anti-Assad afirmaram ter matado, em solo sírio, um alto comandante da Guarda Revolucionária iraniana. O governo de Teerã é um dos principais aliados do ditador sírio.
Em 3 de março de 2013, mais de 200 pessoas (incluindo pelo menos 120 soldados e policiais das forças de segurança do governo) foram mortos em combates no complexo de Khan al-Assal, fazendo deste um dos dias mais sangrentos da guerra. Outros 34 soldados do regime teriam sido mortos em combate no mesmo dia, de acordo com o Observatório Sírio dos Direitos Humanos. O governo respondeu assumindo o controle de várias estradas importantes que fazem a conexão ao aeroporto internacional de Alepo. A cidade de Raqqa, no nordeste do país, até então pacifica, também passou a ser palco de intensos tiroteios entre forças contrárias e leais ao governo Assad. Em 6 de março, a cidade oficialmente caiu, fazendo de Raqqa a primeira capital de uma província na Síria a ser inteiramente tomada pela oposição. Segundo informações de locais, a população da cidade saiu as ruas e, em êxtase, derrubaram um enorme pôster do presidente Assad e ainda derrubaram uma enorme estátua erguida em honra de seu pai, Hafez Assad, no centro da cidade. Dois oficiais de alta patente do governo também teriam sido capturados.

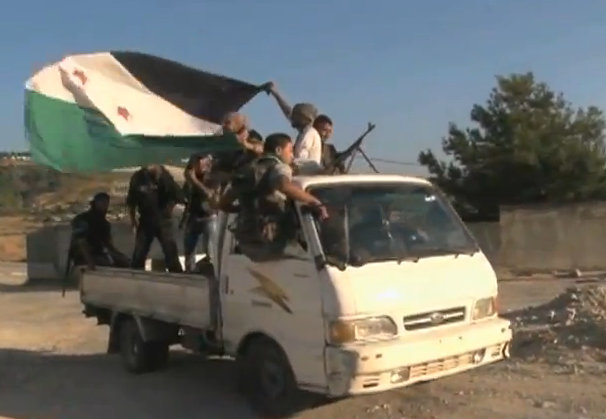
Guerrilheiros do Exército Livre da Síria (ELS) se deslocando em um caminhão no interior do país.

No dia 15 de março, quando a revolta armada na Síria fez dois anos, milhares de pessoas foram as ruas do país gritando slogans de apoio a oposição e pedindo a renúncia do presidente Bashar al-Assad. Um dia antes, tinha sido registrado uma manifestação pró-governo no bairro de Midan, em Alepo, que fora tomado militarmente pelo regime sírio no final de 2012. Enquanto isso, combates se intensificaram em todo o país, em especial nas cidades de Homs e Alepo. Ainda no dia 15, o ministério sírio das relações exteriores divulgou uma nota afirmando que poderia lançar ataques contra o vizinho Líbano, mirando opositores que tomaram refúgio por lá. Segundo o ministério, "grupos armados" usam o território libanês para se infiltrar na Síria a fim de combater ao lado dos rebeldes. Em 18 de março, três dias depois, a aviação síria bombardeou a fronteira libanesa. Os ataques miraram posições rebeldes no vale de Uádi Alcail, na fronteira entre os dois países, e não houve mortes reportadas. O governo sírio não assumiu a autoria do ataque.

### Ofensivas do governo sírio
Entre janeiro e março de 2013, uma série de atentados à bomba, muitos atribuídos a organização Jabhat al-Nusra, aconteceram por todo o território sírio. Em 21 de março, em mais um desses ataques, cerca de 41 pessoas foram mortas numa explosão em uma mesquita sunita na capital Damasco. Entre os mortos, encontrava-se o xeique Mohammed al-Buti, que era conhecido por seus discursos pró-Assad. O atentado, classificado como terrorista, recebeu condenações de dentro e fora do país. Em março, rebeldes da Brigada do Amanhecer Islâmico tomaram a cidade de Dael no sul da Síria, estratégica por estar em uma rodovia de transporte de armamento que liga Damasco a Dara'a. Em abril, os combates se intensificaram nos grandes centros urbanos do país, como na capital Damasco, onde 70 pessoas morreram em violentos tiroteios no dia 20. Os rebeldes então tomaram de assalto a cidade de Da'el e também avançaram em Daraa. O governo respondeu com contraofensivas em Uádi Aldeife, na província de Idlib, e também em Alepo e Homs. No sul, as forças armadas do regime avançaram no vilarejo de Abel e também reconquistaram a cidade de Saqraja, flanqueando o município de Al-Qusair, uma importante cidade na fronteira libanesa, que estava em mãos de combatentes da oposição. Em 21 de abril, a cidade de Yodeda al Fadl, situada na periferia de Damasco, foi tomada por militares sírios numa operação que supostamente terminou com mais de 500 pessoas mortas (a maioria vítimas de bombardeios aéreos). E em meados de abril, o governo tomou a cidade de Otaiba, cortando uma importante rota de suprimentos dos rebeldes.
No dia 8 de maio, militares sírios tomaram a estratégica cidade de Khirbet Ghazaleh na fronteira com a Jordânia. Segundo informações, mais de mil militantes da oposição armada foram forçados à recuar da região devido a falta de munição, o que também os levou a se retirar de outras áreas nas proximidades. A tomada desta cidade permitiu ao governo reabrir uma rota de suprimentos para o município de Daraa. No dia 19 de maio, tropas do exército sírio, com o apoio de guerrilheiros do Hezbollah, iniciaram uma grande ofensiva contra o município de Al-Qusair, que era uma importante base estratégica dos rebeldes, e capturaram vários vilarejos que cercam a cidade. Segundo fontes da rede de televisão árabe Al Jazeera, forças leais ao regime já tinham tomado o controle de boa parte da cidade ao término do segundo dia de lutas. No começo de junho, o governo já tinha feito progressos consideráveis em Al-Qusair, controlando mais de dois terços da cidade e boa parte das vilas vizinhas. Contudo, a batalha continuava se arrastando enquanto forças rebeldes lutavam para manter o pouco terreno que ainda controlavam na região. A situação humanitária naquela parte do país foi descrita pela ONU como "deplorável". Entre os dias 1 e 2 de junho, os combates se intensificaram no distrito de Hama e, após violentos tiroteios, as tropas do regime de Assad conseguiram recapturar alguns vilarejos, de maioria alauita, na região. Em 3 de junho, o exército sírio assumiu o controle do distrito de Jobar, em Damasco, e conseguiu tomar boa parte da capital do país, encurralando os rebeldes em quatro bairros na periferia da cidade. Essa vitória comprometeu a principal ofensiva armada da oposição contra Damasco, que havia começado em fevereiro, sendo a terceira até aquele momento desde o início da guerra.

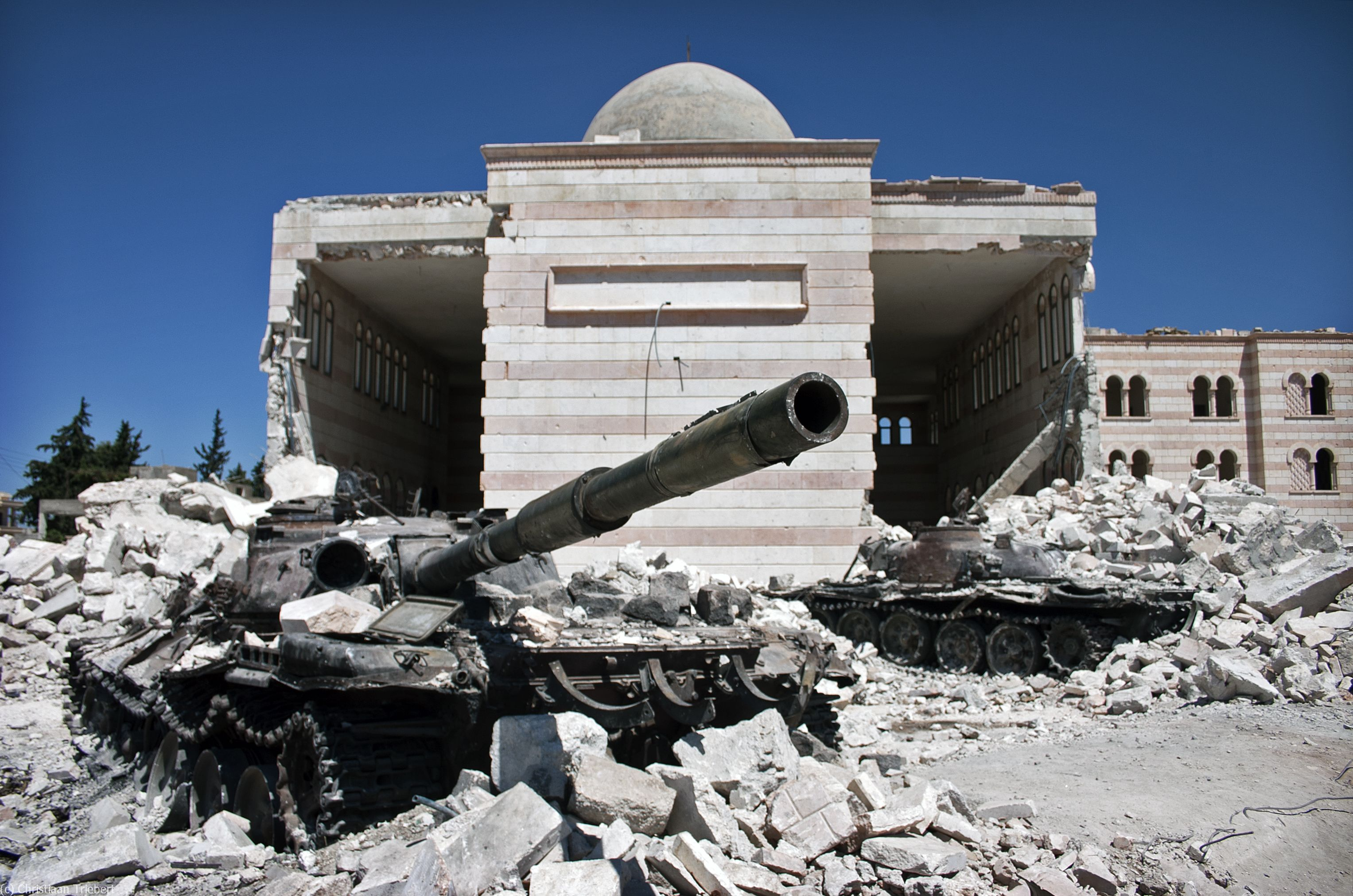
Blindados do regime Assad destruídos na cidade de Azaz, no norte da Síria.

Em 5 de junho de 2013, o governo sírio anunciou que havia assumido o total controle da estratégica cidade de Al-Qusair, na fronteira com o Líbano, após duas semanas de violentos combates. A luta continuava em regiões vizinhas mas, segundo analistas, esta poderia ser uma das mais importantes vitórias das forças do regime em toda a guerra. Em 8 de junho, com a conquista dos distritos de Dabaa e Buwaydah por tropas do governo e por militantes do Hezbollah, toda a região de Al-Qusair e da fronteira sírio-libanesa passou a ser oficialmente controlada pelo regime, após os últimos combatentes rebeldes na área terem batido em retirada.
Após a vitória em Al-Qusair, o exército sírio anunciou o início da chamada "Operação Tempestade do Norte", que seria uma grande operação militar com o objetivo de recuperar territórios no noroeste do país, em especial na região de Alepo, o maior centro comercial da Síria. As forças do governo também teriam iniciado, no dia 12 de junho, uma nova ofensiva para conquistar os últimos bairros na cidade de Homs que ainda são controlados por militantes da oposição. Segundo ativistas do OSDH, violentos combates estavam sendo travados e a região estava sendo bombardeada incessantemente. Em 17 de junho, uma enorme explosão foi registrada no centro de Damasco. O atentado, atribuído a militantes radicais da oposição, teria ocorrido perto de uma instalação militar e terminou com a morte de 10 soldados. Enquanto isso, combates intensos continuavam a acontecer no norte do país, enquanto tropas do governo faziam uma pesada ofensiva na região. A cidade de Alepo, em especial, voltou a ser alvo de diversos bombardeios da aviação militar síria, que conseguiu tomar o bairro de Al-Khamis e as regiões de Al-Salehin, Mayer e Bayanon, embora outros bairros ainda estivessem sob cerco rebelde ao norte da cidade. Em 25 de junho, forças do governo tomaram a cidade de Tal Kalakh, na fronteira sírio-libanesa, após pouca luta. Enquanto o regime concentrava suas tropas em ataques na região norte do país, ou no distrito de Damasco, onde a luta se intensificou novamente, a ofensiva na fronteira com o Líbano continuava, com o propósito de interromper o fluxo de contrabando de armas para a oposição na região. Em 29 de junho, o governo lançou mais uma série de ofensivas terrestres na cidade de Homs, considerada a "capital da revolução", com o propósito de derrotar as forças rebeldes que ainda estavam entrincheiradas na região. Segundo informações de ativistas, o avanço era lento e boa parte do município estaria em ruínas devido aos combates e aos bombardeios.

### Intensificação dos combates
Ao fim de julho de 2013, militantes da oposição tentaram reagir frente a uma série de derrotas, focando esforços nas regiões ao norte do país, na província da Zona Rural de Damasco (que circunda a capital Damasco) e também na região de Alepo, lançando vários contra-ataques contra posições e províncias ainda controladas por tropas do regime. Em uma dessas ofensivas, os rebeldes capturaram, no fim de julho, a estratégica cidade de Khan al-Assal. Durante esta batalha, foi denunciado a morte de 220 pessoas, a maioria soldados que tinham acabado de se render. As execuções foram condenadas Conselho Nacional Sírio. Ainda na área de Alepo, mais próximo a fronteira com a Turquia, combatentes da oposição conquistaram o estratégico aeroporto militar de Menagh, após um cerco de dez meses. Apesar das recentes vitórias do governo no distrito de Homs, os rebeldes também fizeram progressos, iniciando uma nova ofensiva na província de Lataquia, tomando vários vilarejos e flanqueando o município de Qardaha, cidade natal da família Assad.
Ainda em julho, nos distritos de Ar-Raqqah e Al-Hasakah, foram reportados combates entre militantes islâmicos e soldados rebeldes de grupos curdos, militantes da Frente al-Nusra e do Exército Livre da Síria. Segundo analistas, isso é resultado do maior racha dentro da oposição entre os fundamentalistas radicais e grupos moderados. No dia 6 de agosto, islâmicos tomaram a cidade curda de Kobani em batalha contra o YPG.

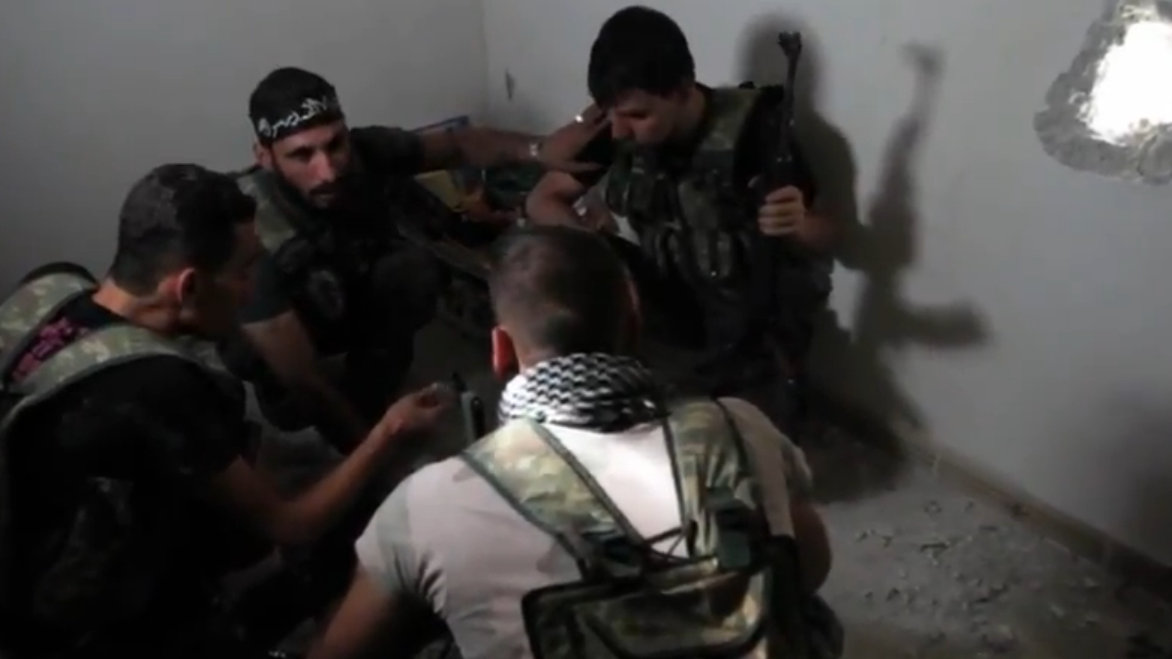
Soldados do Exército Livre da Síria reunidos durante a batalha de Alepo.

No dia 19 de agosto, o governo sírio afirmou ter reconquistado boa parte da província de Lataquia da mão dos rebeldes, região estratégica por se localizar o principal porto sírio e por ser a única região de maioria alauíta da Síria. O Observatório Sírio de Direitos Humanos (OSDH), contudo, falou que a luta pela região prosseguia, em especial na estratégica cidade de Salma, onde uma fonte ligada ao regime teria confirmado que não tinha sido conquistada.
Em 21 de agosto de 2013, foi reportado que as forças de Assad lançaram pesados bombardeios contra os distritos de Jobar, Zamalka, Ain Tirma e Hazzah, na região ao leste de Ghouta, próximo a capital Damasco, na província da Zona Rural de Damasco. Segundo ativistas de dentro e fora da Síria, o governo utilizou gás tóxico nestes ataques, que ocorreram em zonas controladas por simpatizantes da oposição ou que ainda estavam em disputa. O OSDH, organização sediada em Londres, informou que cerca de 635 civis foram mortos. Mais tarde, o número de mortos foi elevado para mais de 1 700, segundo algumas fontes. Vídeos divulgados na internet mostravam centenas de cadáveres e diversas pessoas em convulsão devido aos efeitos do gás venenoso, porém as imagens não puderam ser autenticadas de forma independente. Lideranças da Oposição, governos ocidentais e a Rússia pediram para que o Conselho de Segurança das Nações Unidas investigassem o ocorrido. O regime sírio, por sua vez, voltou a negar que usou armas químicas no conflito. O ministro da informação do governo, Omran Zoabi, afirmou que as alegações eram "ilógicas e fabricadas". A organização Médicos sem Fronteiras, que confirmou que muitos dos pacientes que atenderam em hospitais sírios na região do ataque sofriam com sintomas neurotóxicos, afirmou que não se conseguiu confirmar quem que foi de fato responsável pelo ocorrido até o momento. Enquanto isso, os dois lados trocaram acusações sobre o uso de armamentos químicos na guerra. No dia seguinte ao suposto ataque, tropas do governo avançaram na região bombardeada nos arredores da capital, mas fizeram pouco progresso. Em 26 de agosto, militantes rebeldes assumiram o controle do estratégico vilarejo de Khanasir, que era uma das mais importantes rotas de suprimento usadas pelas forças do regime sírio em suas ofensivas na província de Alepo.
Em resposta ao ataque químico, os Estados Unidos, com apoio da França, do Reino Unido e de alguns outros países, ameaçaram usar força militar contra o regime de Bashar al-Assad. Rússia, China e Irã, aliados de Damasco, repudiaram a possibilidade de ataque a Síria. Após semanas de negociações, os governos russo e americano firmaram um acordo para pressionar o governo sírio a entregar, em um prazo de uma semana, informação sobre seu arsenal de armas químicas. Isso, segundo o Secretário de Estado da Casa Branca, John Kerry, poderia evitar uma ação militar americana contra a Síria. Em 16 de setembro, uma investigação independente da ONU afirmou que "inequivocamente e objetivamente, armas químicas foram utilizadas" no país, mas o relatório não apontou necessariamente um culpado.
Entre setembro e novembro de 2013, o governo de Bashar al-Assad fez consideráveis avanços nos campos de batalha. Após um acordo feito com as potências ocidentais para destruir o arsenal químico sírio, evitando assim uma intervenção militar estrangeira no país, as forças do regime lançaram diversas de operações militares por todo o país, ganhando terreno em várias cidades chave e em diversas províncias, como Alepo, Homs, Daraa, Deir ez-Zor e Lataquia. Na província da Zona Rural de Damasco, onde a capital Damasco fica, avanços consideráveis também foram feitos. Não contando apenas com sua superioridade bélica e numérica, Assad também contava com essencial apoio de milícias estrangeiras, como o grupo libanês Hezbollah. A oposição, ao fim de 2013, vinha perdendo terreno, tanto nos campos de batalha quanto no campo diplomático, devido a divisões internas cada vez maiores. Grupos seculares ou moderados e extremistas muçulmanos chegaram a se combater por controle de algumas regiões, como na cidade de Raqqa. Na região curda, militantes de grupos como as chamadas Unidades de Proteção Popular também vem conquistando espaço e terreno, lutando contra forças do governo e também contra fundamentalistas radicais. A guerra, que parecia estar em um impasse, começou, na segunda metade de 2013, a pender mais para o lado do regime novamente. Enquanto o número de mortos aumentava consideravelmente, assim como a crise humanitária (especialmente dos refugiados), no campo diplomático nenhum tipo de avanço parecia estar sendo feito até então para encerrar as hostilidades.

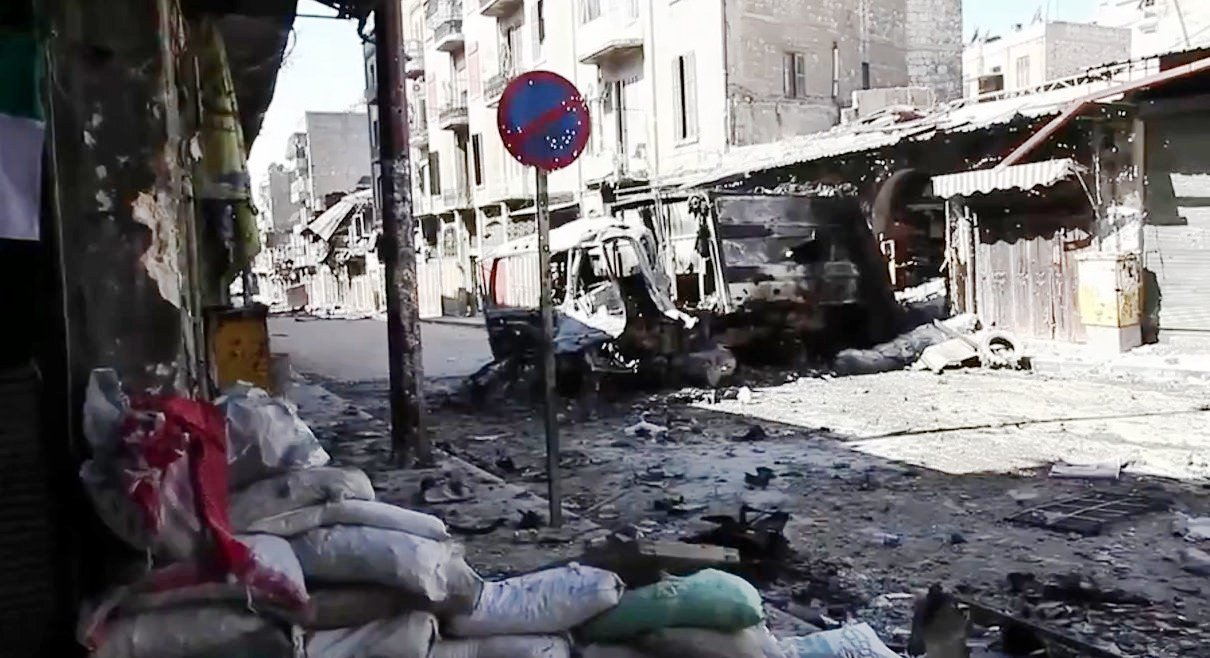
Destruição em Alepo.

### Impasse
O ano de 2013 acabou se encerrando como um dos mais sangrentos da guerra civil, com cerca de 73 mil pessoas (incluindo 22 mil civis) mortos, segundo o Observatório Sírio de Direitos Humanos. O começo do ano seguinte também seria violento. Os combates tornaram-se particularmente mais intensos na região norte e central do país, onde o governo sírio concentrava a maioria de suas ofensivas. Porém a luta para depor o regime Assad e os conflitos sectários não se tornaram as únicas facetas da guerra. No começo de 2014, diversas facções rebeldes, encabeçadas pelo Exército Livre da Síria, pela Frente Islâmica e pela Jabhat al-Nusra, lançaram uma ofensiva contra regiões controladas por grupos ligados a Al-Qaeda (como a milícia Dawlat al-ʾIslāmiyya) nas regiões de Alepo e Idlib, tornando assim generalizado o conflito dentro da própria oposição entre moderados e extremistas. Os rebeldes acusam os islamitas de brutalidade excessiva e de querer tentar assumir o controle da rebelião, em detrimento dos outros grupos.
O governo tomou proveito das disputas internas dentro das facções rebeldes e intensificaram os bombardeios aéreos contra áreas controladas por opositores pelo país. O foco das ofensivas passou a ser cidades estratégicas como Alepo e, principalmente, as regiões ao sul e norte de Damasco (como a área montanhosa de Qalamun), além de manter pressão contínua no oeste da Síria, especialmente na fronteira com o Líbano (que é uma importante rota de suprimentos para ambos os lados). Desde o início de 2013, a estratégia do regime não era simplesmente 'retomar o país' como um todo, mas sim assumir o controle de áreas estrategicamente mais importantes, como a região costeira, as grandes cidades e as estradas que interligam a nação. Em 2014, embora a oposição ocupasse mais território, os partidários do presidente Assad tinham sob seu controle as regiões com maior densidade populacional. As forças pró-governamentais também aumentaram seus números, com apoio cada vez mais crescente de combatentes estrangeiros, como os milicianos do movimento xiita libanês Hezbollah, assim como de xiitas iraquianos e militares iranianos. A Rússia, principal aliada do regime, também aumentou sua ajuda enviando quantidades maiores de armas e dinheiro.
Em 2014, focando suas investidas nas grandes cidades e nas provinciais mais populosas, as tropas do regime lançaram-se em diversas novas ofensivas nos distritos de Idlib e Lataquia, fazendo vários progressos. Já em Alepo, apesar do aumento da violência, nenhum resultado expressivo foi alcançado por qualquer um dos dois lados. Em Homs, onde a batalha prosseguia fazia 32 meses, as forças de Assad não conseguiam quebrar os últimos bolsões de resistência da oposição. Então, em 2 de maio foi anunciado um cessar-fogo por ambas as partes. O governo então permitiu que os rebeldes remanescentes (entre 1 500 e 2 000 combatentes) fossem evacuados sem serem molestados. A retirada foi completada em 8 de maio e no mesmo dia a mídia estatal divulgou que o exército sírio controlava todo o município. Esta vitória teve um enorme valor simbólico e estratégico para o governo. Homs é uma das principais ligações entre a capital Damasco e a região norte da Síria, onde muitos alauítas (minoria étnica que controla a nação) vivem.

### Guerra contra o Estado Islâmico

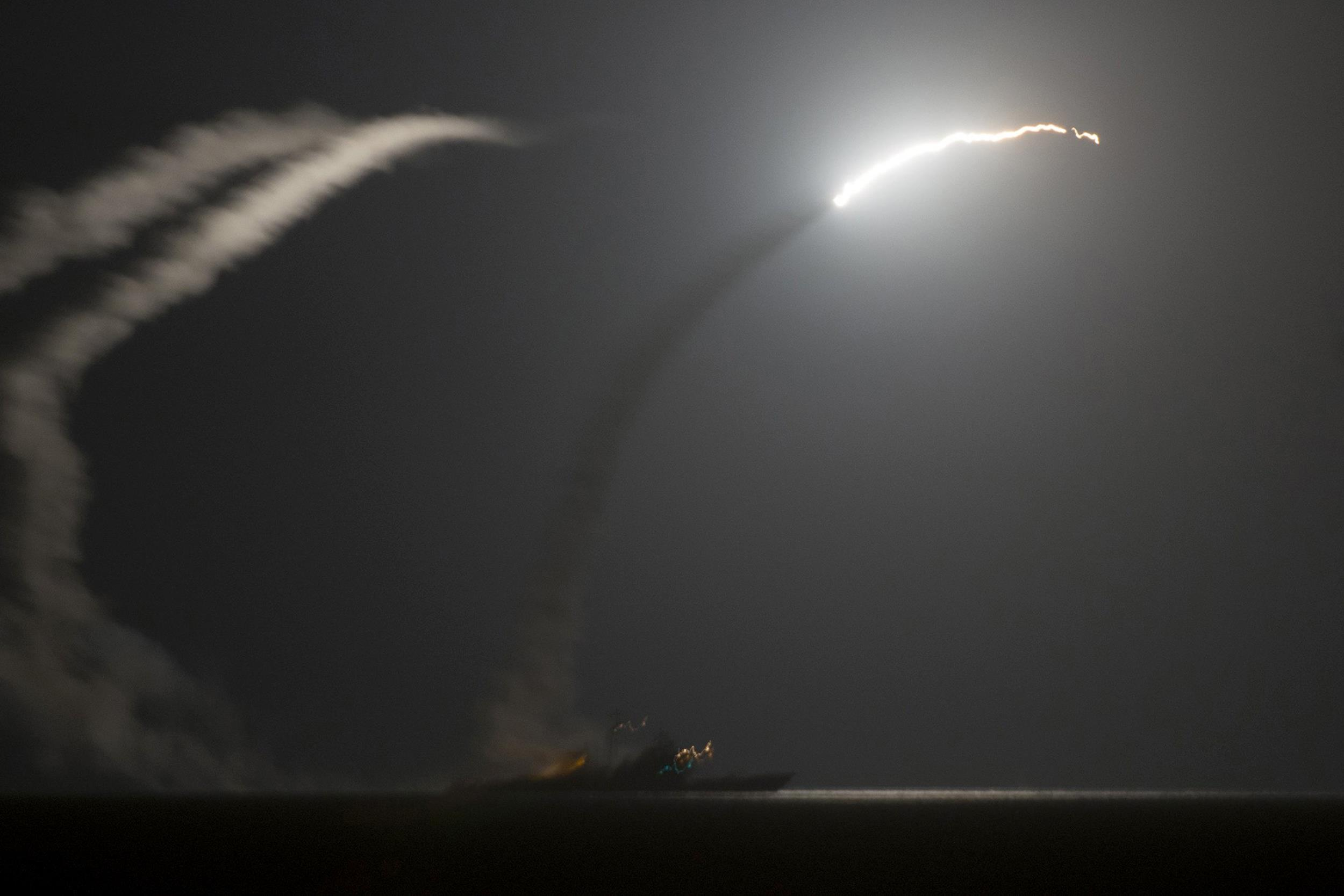
Navios de guerra americanos USS Arleigh Burke (DDG-51) e USS Philippine Sea (CG-58) disparando mísseis BGM-109 Tomahawk contra posições do Estado Islâmico na Síria, em 23 de setembro de 2014.

Em junho de 2014, o conflito religioso e sectário se intensificou. As forças do Exército Livre da Síria e seus aliados perdiam terreno, mas o governo não conseguia conquistar muitas vitórias decisivas, fracassando, por exemplo, em quebrar as linhas do inimigo em Alepo. Enquanto isso o grupo extremista autoproclamado Estado Islâmico do Iraque e do Levante (EIIL) lançou-se em grandes ofensivas, tanto em solo iraquiano quanto sírio, ameaçando desestabilizar toda a região e chamando a atenção da Comunidade internacional. Nascido no Iraque em 2004, militantes desta organização haviam se infiltrado na Síria em 2013, onde começaram a recrutar novos membros e adquirir mais armas. Em 2014, o EIIL, que combatia ao lado da oposição, começou a atacar todas as facções envolvidas no conflito sírio, buscando hegemonia total. Em junho, usando as armas e pessoal conquistados na Síria, o Estado Islâmico lançou várias ofensivas relâmpago no Iraque e tomaram diversas cidades do norte e oeste daquele país, ameaçando até Bagdá. Nestas conquistas, eles novamente capturaram enormes quantidades de armamentos e suprimentos. Melhor equipados, eles então lançaram-se novamente sobre o leste da Síria, especialmente nas províncias de Deir ez-Zor e Al-Raqqah, atacando de forma feroz, brutal e contínua tanto militantes da oposição, como do governo, e até os curdos, fazendo vários progressos. Em julho, nos campos de gás de Sha'ar, 90 soldados do regime e 21 militantes islamitas foram mortos em violentos combates. Na mesma ofensiva, na província de Homs, 270 soldados e milicianos ligados a Assad teriam ou morrido ou desaparecido.
As ofensivas do Estado Islâmico continuaram em agosto, especialmente no norte da Síria. No dia 24, após intensos combates, a base militar de Tabqa, da força aérea síria, foi tomada pelos militantes jihadistas. Pelo menos 500 pessoas (incluindo 346 rebeldes e 170 soldados do governo) foram mortas. Com esta conquista, o EIIL impôs severas restrições a capacidade da aviação síria de realizar ataques na região noroeste do país.
Temendo o fortalecimento do Estado Islâmico (EI) e dos movimentos jihadistas na região, os Estados Unidos e cerca de mais de dez países (incluindo Austrália, Reino Unido e Canadá) formaram uma coalizão para se opor aos extremistas. Os americanos lançaram várias incursões aéreas e bombardeios contra posições do EIIL pelo Iraque. Também foi aprovado mais dinheiro para armar e treinar combatentes de grupos rebeldes, ditos moderados, na Síria, como o chamado 'Exército Livre'. No dia 22 de setembro de 2014, os Estados Unidos, apoiados por várias nações árabes, lançaram ataques aéreos e navais contra diversos alvos do EIIL dentro da Síria, marcando assim a primeira intervenção ocidental na Síria até então. Posteriormente, nações como França e Reino Unido se juntaram aos americanos em seus ataques em solo sírio.

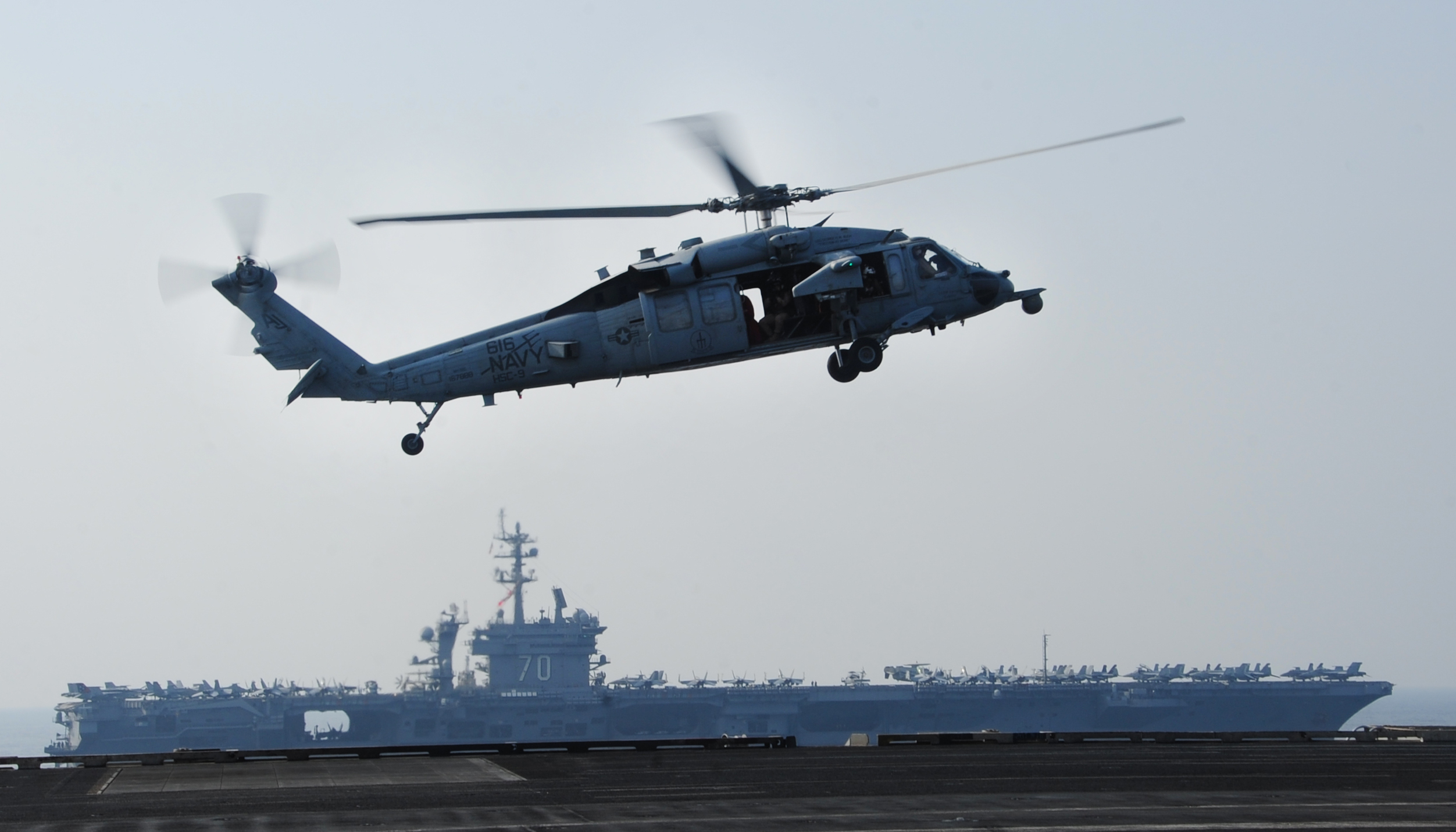
Um helicóptero MH-60S Seahawk voando sobre o porta-aviões americano USS George H.W. Bush, no Golfo Pérsico, em uma missão contra a Síria.

A virada do ano de 2014 para 2015 foi extremamente sangrento na guerra na Síria. Entre dezembro e janeiro mais de 10 mil pessoas morreram nos combates. Os ataques aéreos da Coalizão se intensificaram e se espalharam. Aviões americanos e árabes focavam seus ataques na região norte do país, em território controlado pelo Estado Islâmico. A luta continuava em múltiplos frontes, com os jihadistas, o governo e os rebeldes se digladiando em um longo e sangrento combate. O conflito na frente curda também ficava mais intenso, principalmente quando os islamitas atacaram a cidade de Kobanî. Depois de quatro meses de combate, os fundamentalistas recuaram. Centenas de pessoas morreram e milhares fugiram de suas casas. Organizações de direitos humanos voltaram a denunciar crimes de guerra perpetrados por todos os lados envolvidos, especialmente pelo EI.
Em 2015, enquanto a luta contra o Estado Islâmico (EI) se arrastava em todas as frentes (contra o governo e contra os rebeldes), beirando um impasse, a oposição no sul se reorganizou, recebendo mais ajuda externa (especialmente dos países árabes da região). O Exército Livre da Síria, o principal grupo das facções rebeldes moderadas, lançou uma série de ofensivas no sul contra o regime do presidente Bashar al-Assad. Os ataques iniciais foram bem sucedidos, com vitórias sendo conquistadas nos distritos de Quneitra e Daraa (tomando a estratégica cidade de Bostra), além de avanços também terem sido reportados na fronteira com a Jordânia. No norte, uma grande ofensiva de militantes islamitas e de grupos seculares antigoverno foi relançada nas províncias de Hama e Idlib (conquistando o importante município de Jisr al-Shughur). O regime lançou, em março, um pesado contra-ataque nas regiões centro-sul e, apesar dos progressos iniciais, as ofensivas desaceleraram com os rebeldes esboçando feroz resistência. Com o apoio externo e os sucessos momentâneos no campo de batalha, esforços aumentaram para unir a oposição síria contra o governo e contra os fundamentalistas do EI. Mesmo assim, foi reportado, em meados de 2015, que os extremistas do Estado Islâmico controlavam, naquela altura do conflito, metade do território sírio.

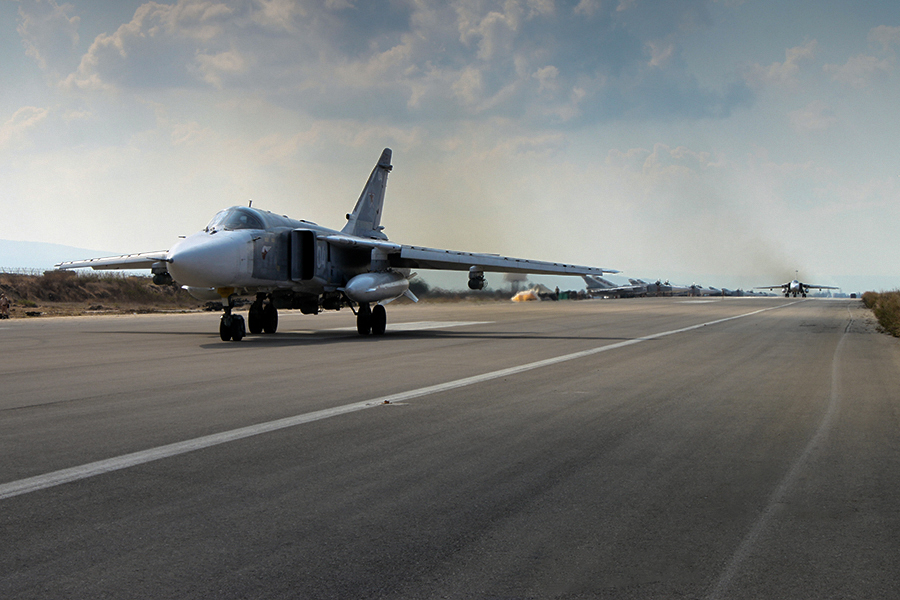
Aeronaves Su-24, da força aérea russa, numa base militar em Lataquia, no oeste da Síria.

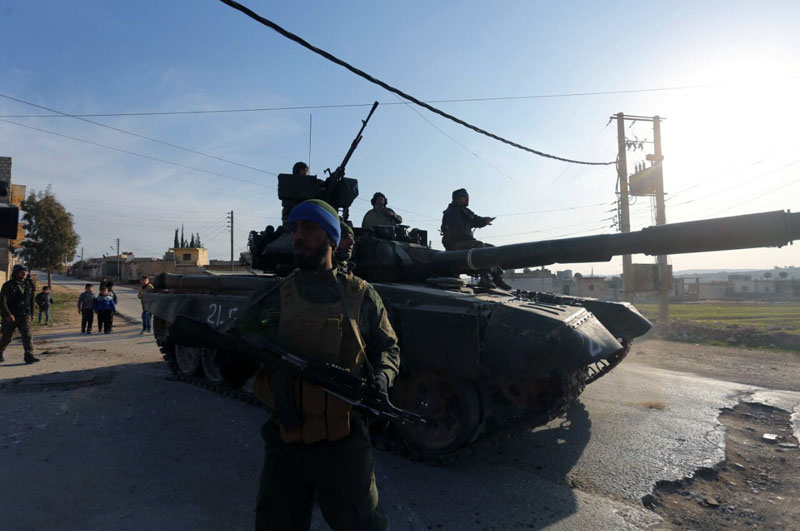
Militares leais ao regime Assad durante o cerco as cidades de Nubl e Al-Zahraa, em 2016.

Em setembro de 2015, para ajudar o regime de Bashar al-Assad, que vinha perdendo terreno devido a múltiplas ofensivas do Estado Islâmico, as forças armadas russas concluíram a construção de uma base militar no país e logo iniciaram ataques aéreos contra alvos dos militantes extremistas na Síria. Isso marcou o primeiro envolvimento militar direto russo em território sírio. A ação foi criticada pelos Estados Unidos como "contra procedente". Os americanos defendem a saída de Assad da presidência como uma solução para o conflito, enquanto os russos afirmavam que a manutenção do regime baathista no poder como importante para trazer a estabilidade de volta a Síria. No começo de outubro, os bombardeios aéreos russos na Síria se intensificaram consideravelmente. O país então enviou mais aviões e tropas terrestres para o território sírio. No dia 7, forças navais russas lançaram seu primeiro ataque na Síria, atingindo alvos do EIIL e também bases de outros grupos rebeldes anti-Assad. Então, contando com apoio aéreo extenso da Rússia, tropas do regime sírio renovaram suas ofensivas militares nas regiões norte e central da Síria.

### Ações russas, tentativa de cessar-fogo e retomada da iniciativa pelo regime Assad
Com a intervenção russa em andamento, parecia que o regime de Bashar al-Assad poderia reverter a maré da guerra. Contudo, mesmo o apoio de Moscou, Irã e do grupo libanês Hezbollah, os avanços foram lentos e quebrar o impasse no conflito foi sangrento. A comunidade internacional então começou a buscar meios de solucionar a guerra diplomaticamente. Em fevereiro de 2016, na cidade de Genebra, representantes das partes envolvidas começaram a negociar um cessar-fogo. No dia 26 desse mês, o Conselho de Segurança das Nações Unidas votou unanimemente em favor da Resolução 2268 que exigia que todos os lados aceitassem o acordo Russo-Americano que acertou um termo para "encerrar as hostilidades". Tal cessar-fogo entrou em vigor oficialmente a 27 de fevereiro de 2016 (meia-noite no horário de Damasco). Tal acordo, contudo, não impedia ações militares que visassem atingir organizações taxadas pela ONU como terrorista, como o Estado Islâmico (EIIL). Apesar de combates entre militantes da oposição e soldados do governo terem sido reportados, foi constatado que o cessar-fogo parecia estar sendo respeitado em grande parte do território sírio. Um dos objetivos dos movimentos feitos pelas potências para encerrar, ainda que temporariamente, as hostilidades tinham a ver com o agravamento sistemático da crise humanitária na Síria, que foi considerada uma das piores da história recente, que levou a uma onda de refugiados, muitos indo em direção a Europa.
Enquanto isso, em 14 de março de 2016, o presidente russo Vladimir Putin anunciou que seu país retiraria "boa parte" dos seus equipamentos militares da Síria, incluindo os aviões de combate. A base da força aérea em Lataquia e o porto da marinha na base de Tartus continuariam ocupados por militares russos, mas eles não tomariam mais parte nas hostilidades, até segunda ordem, em respeito ao acordo firmado entre as potências. Ainda assim, as forças russas continuaram apoiando militarmente o governo Assad na sua ofensiva para tomar a cidade estratégica de Tadmor, na província de Homs. A região foi tomada, junto com o sítio arqueológico de Palmira, em março de 2016 após semanas de intensos combates contra o Estado Islâmico. Assim, o contrário do que se esperava foi visto, com o governo russo intensificando seu apoio a Bashar al-Assad e seu regime. Ainda em meados de 2016, a luta contra os extremistas se intensificava no leste, com os curdos e governo sírio avançando rumo a capital da província de Raqqa, e no norte e também no sul com as tropas de Assad e da oposição lutando contra militantes do EI e, as vezes, um contra o outro. Ao fim de agosto, foi a vez da Turquia se envolver diretamente na guerra, enviando forças terrestres para a fronteira e lançando ataques contra posições do Estado Islâmico e de milícias curdas na província de Alepo, região que por anos era palco de intensos combates e estava no caos.
Em 1 de setembro, depois de capturar a Escola Técnica no Sul de Aleppo as Forças Armadas Sírias (FAS) entraram na Escola de Armas sob controle do Jaysh Al-Fateh (Exército de Ocupação). No mesmo dia, forças rebeldes em Muadamiyat concordam com a rendição perante as Forças Armas Sírias (FAS) em troca da passagem segura em direção aos territórios por eles controlados, terminando assim um cerco de quatro anos. Em 3 de setembro, forças do governo sírio retomam o território anteriormente perdido durante a ofensiva rebelde em Aleppo , o que abriu um novo, porém inseguro corredor de passagem através do distrito de Ramouseh. No dia 11 de setembro, vários ataques aéreos, após os Estados Unidos e a Rússia anunciarem os seus planos para um cessar-fogo em todo o país, resultaram na morte de mais de 100 civis, deixando mais de 100 feridos. Já e 15 de setembro, o previamente acordado cessar-fogo é estendido e parece ter sido respeitando amplamente, apesar de violações por ambos os lados. A entrega de ajuda humanitária por comboios continua a ser dificultada. Dois dias depois, em 17 de setembro de 2016, aviões dos Estados Unidos atingiram um alvo em Dayr Az Zawr. O Centcom (Central de Comando do Exército Americano) declarou ter suspendido os ataques aéreos, quando foram informados por oficiais russos que o alvo atingido por aviões dos Estados Unidos pode ter sido um alvo pertencente ao Exército Árabe-Sírio. A agência de comunicação RT informou que 62 soldados do Exército Sírio foram mortos. A Agência de Notícias Árabe-Síria disse que um ataque do Estado Islâmico (ISIS) contra as Forças Armadas Sírias (FAS) começou logo após o ataque aéreo norte-americano.
Em outubro de 2016, numa ofensiva das Forças Armadas Sírias (FAS) contra os rebeldes assegura partes do leste de Aleppo, estima-se a retomada de 15 a 20% do território no dia 9 de outubro. Rebeldes apoiados pela Turquia recapturaram a simbolicamente importante cidade de Dabiq do Estado Islâmico (ISIS), durante a Ofensiva Dabiq, em 16 de outubro. Em 18 de outubro, a Força Aérea Russa e as Forças Armadas Sírias (FAS) suspendem os ataques aéreos sobre alvos rebeldes nas regiões de Aleppo, Damasco, Hama e Latakia em cumprimento do cessar-fogo de 8 horas. No mesmo dia, ataques aéreos das Forças Belgas na Síria matam 6 civis por engano. No dia seguinte (19 de outubro), centenas de soldados rebeldes armados  evacuam Mu'addamiyat, depois de um acordo feito com as Forças Armadas Sírias (FAS) deixando a cidade para a retomada de controle pelo do Governo Sírio.
Ao fim de 2016, após meses de pesadas ofensivas, o regime Assad, com apoio da Rússia, afirmou ter tomado a região leste da cidade de Alepo, expulsando os rebeldes e os jihadistas de seus últimos redutos. Sem opções e enfraquecidos, as forças da oposição remanescentes teriam batido em retirada. Os governos sírio e russo declararam a cidade oficialmente libertada em 13 de dezembro de 2016, encerrando a batalha de quatro anos. Estima-se que mais de 100 mil pessoas, a maioria civis, foram mortos, e milhares abandonaram suas casas. Combates ainda eram reportados nas regiões vizinhas. A conquista de Alepo, a maior cidade da Síria e outrora seu maior centro comercial, seria uma das vitórias mais significativas da guerra para o governo sírio, com grande valor estratégico e simbólico.

Assim como diversas outras cidades da Síria, Alepo ficou em ruínas após anos de combates intensos.

O começo do ano de 2017 viu combates ainda mais acirrados no norte e no leste da Síria, com Estados Unidos, Rússia e o governo sírio intensificando suas respectivas campanhas aéreas. Organizações internacionais, como a ONU, criticaram tais ações, chamando a atenção para o elevado número de civis mortos. A Turquia, por sua vez, continuou com sua própria campanha terrestre, ajudando os rebeldes na luta contra os jihadistas na província de Alepo. Então, em 4 de abril de 2017, um ataque com armas químicas foi reportado na cidade de Khan Shaykhun, no sul da província de Idlib, que deixou pelo menos cem mortos e centenas de feridos. Uma investigação feita logo em seguida sugeriu que provavelmente o gás utilizado no ataque tinha sido o Sarin. A Comunidade Internacional e a oposição síria culparam o regime Assad pelo incidente, enquanto estes (e o governo russo) culparam os rebeldes, afirmando que aviões sírios bombardearam uma base da oposição onde o gás estaria. Três dias depois, o presidente dos Estados Unidos, Donald Trump, autorizou um maciço bombardeio naval contra uma base da força aérea síria em Shayrat (na província de Homs), local que suspeitava-se ser de onde o ataque químico foi lançado. Pelo menos 60 mísseis BGM-109 Tomahawk foram disparados dos navios USS Ross e USS Porter na costa do mar mediterrâneo. Este foi o primeiro ataque militar direto dos Estados Unidos contra o regime de Bashar al-Assad na Síria em toda a guerra até aquele período.
Ao fim de 2017, a luta contra o Estado Islâmico (EI) tomou prioridade em todas as frentes. Na província de Hama, tropas do regime de Bashar al-Assad, apoiados pelos russos, iranianos e pelo Hezbollah, avançaram contra posições de islamitas e opositores, reportando vários sucessos. O governo sírio também encabeçou ofensivas nas províncias de Raqqa, Deir Zor e Homs, também conquistando vários dos seus objetivos. No nordeste da Síria, militantes árabes e curdos (liderados pelas autoproclamadas Forças Democráticas Sírias), miraram na cidade estratégica de Raqqa. Foi necessário cerca de cinco meses de intensas batalhas e milhares de mortos para que os jihadistas do EI fossem expulsos. Apesar de ainda haver focos de resistência na região, a liderança militar curda havia proclamado, em 17 de outubro, a retomada de Raqqa, simbolizando mais uma grande derrota imposta ao Estado Islâmico. Um mês mais tarde, em Deir Zor, os militantes do EI sofreram outra importante derrota, ao perder o controle da estratégica cidade de Abu Camal, no leste, para as tropas do governo Assad.

#### Derrocada do Estado Islâmico e nova intervenção turca

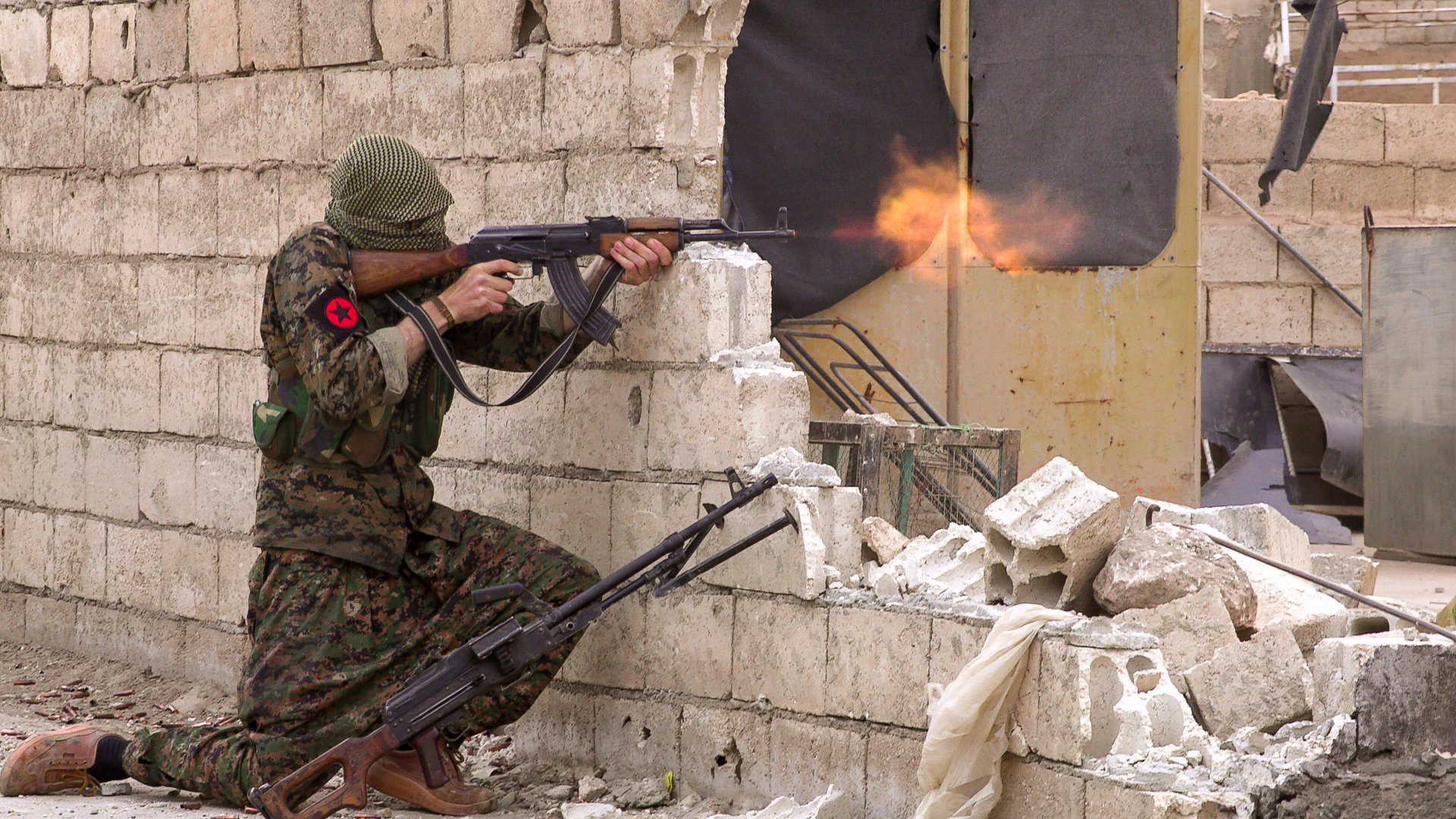
Combatente curdo das Forças Democráticas Sírias lutando em Al-Thawrah, na província de Raqqa, em junho de 2017.

Em dezembro de 2017, o governo russo declarou que a Síria estava "completamente libertada" do Estado Islâmico, embora ainda houvesse presença de combates deste grupo no leste do país; em 11 de dezembro, o presidente da Rússia, Vladimir Putin, visitou a base militar russa na Síria na província de Lataquia, e anunciou uma retirada parcial das tropas russas do solo sírio. No dia 26, o ministro da defesa russo, Sergei Shoigu, disse que seu país manteria uma presença militar permanente na Síria, através da base naval de Tartus e da base aérea de Hmeymim, ao sul de Jableh. Enquanto isso, cinco meses depois do presidente americano Donald Trump ter anunciado o fim do programa de armamento a grupos rebeldes sírios através da CIA, o ministro de relações exteriores russo, Sergey Lavrov, exigiu que as tropas dos Estados Unidos (basicamente formada por forças especiais) se retirassem da Síria.
No começo de 2018, enquanto o governo sírio lançava suas ofensivas finais para limpar a província de Deir Zor da presença dos militantes islamitas, a tensão na fronteira norte cresceu exponencialmente, com o foco do conflito voltando a ser a luta de poder pelo país e a guerra por procuração levada a frente pelos países da região. A Turquia, em particular, preocupava-se com o crescimento do poder das Forças Democráticas Sírias, encabeçadas pelos curdos, que libertava o norte da Síria da presença do Estado Islâmico, mas também ocupava áreas chave na fronteira turca. Em meados de janeiro de 2018, a força aérea turca bombardeou milícias curdas na cidade de Afrîn, no norte da província de Alepo. No dia 20, tropas turcas cruzaram a fronteira e invadiram o território sírio, capturando vários vilarejos. As Potências Ocidentais e a Rússia pediram cautela e apontaram a escalada da violência na região por parte dos turcos como "perigosa". O governo sírio condenou a investida militar da Turquia contra seu país. Violentos combates irromperam nos dias seguintes pela fronteira síria-turca, deixando centenas de mortos. Segundo o Observatório Sírio de Direitos Humanos, baseado em Londres, Afrîn foi tomada por forças turcas em março, marcando uma importante vitória da intervenção militar feita pelo governo turco na Síria.

### Batalhas no sul sírio, desmilitarização no norte e agravamento das tensões internacionais

Soldados do exército sírio lutando em Al-Kom.

Em fevereiro de 2018, o governo sírio lançou uma série de ofensivas na Zona Rural de Damasco, mirando principalmente as regiões a nordeste e sudoeste da capital. Para apoiar as investidas, aeronaves de combate do regime Assad começaram uma pesada campanha de bombardeio aéreo contra áreas dominadas por rebeldes. A Comunidade Internacional condenou o regime sírio, dizendo que o bombardeio indiscriminado estaria matando incontáveis civis. A Rússia veio em defesa de Assad, afirmando que o governo dele só estava "lutando contra os terroristas". Em menos de um mês, mais de 1 650 pessoas já haviam morrido em Ghouta Oriental (incluindo pelo menos 557 crianças) e uma crise humanitária se instalou por toda a região, com 400 000 civis presos na zona rural.
Em 7 de abril de 2018, foi reportado um novo ataque com armas químicas, desta vez na cidade de Douma, que fica a 10 km da capital Damasco. Ao menos 70 pessoas foram mortas e outras 500 acabaram feridas, com médicos locais reportando nas vítimas indícios de contaminação por cloro e sarin. Os Estados Unidos, o Reino Unido e a França acusaram o regime de Bashar al-Assad de ser o responsável, mas este negou com veemência, apoiado pela Rússia, culpando os jihadistas rebeldes pelo incidente. O presidente americano Donald Trump ameaçou lançar uma nova ofensiva aeronaval contra as forças militares de Assad (assim como havia feito um ano antes) e quando o governo russo afirmou que não toleraria mais um ataque contra um regime aliado, uma série de ameaças foram trocadas por autoridades dos dois lados, escalando as tensões na região e também no globo.
Enquanto isso, a luta em Ghouta prosseguia, com tropas do regime fazendo progressos e os insurgentes recuando e muitos se entregando. Em 12 de abril, o governo sírio anunciou formalmente que havia tomado toda a região leste de Ghouta e expulsado os rebeldes da área, marcando mais uma vitória para o ditador Bashar al-Assad. No dia seguinte, contudo, as cidades de Homs e Damasco, e algumas áreas ao redor, foram alvos de bombardeios aeronavais feitos por forças militares dos Estados Unidos, com apoio direto da França e do Reino Unido. Segundo o presidente Donald Trump, o objetivo era atingir a máquina de guerra de Assad e seria uma retaliação pelo suposto ataque com armas químicas que teria ocorrido na região de Douma, uma semana antes.
Apesar destes contratempos, o governo sírio buscou continuar mantendo sua iniciativa no conflito contra a oposição e lançou, em junho de 2018, uma ofensiva ao sul do país, principalmente na província de Daraa, que deixou centenas de mortos (a maioria civis). Pretendendo escapar dos combates e dos bombardeios, mais de 160 000 pessoas deixaram suas casas e muitas tentaram obter refúgio na vizinha Jordânia, acentuando ainda mais a já grave situação humanitária na região. Ao fim de julho, então, o exército sírio conseguiu retomar o importante cruzamento de Nasib, na fronteira sírio-jordaniana, derrotando boa parte dos bolsões de resistência da oposição e dos jihadistas no sul. Assim, o governo Assad pode declarar que oficialmente que praticamente todas as regiões das províncias de Daraa e Quneitra estavam firmemente sob seu controle.

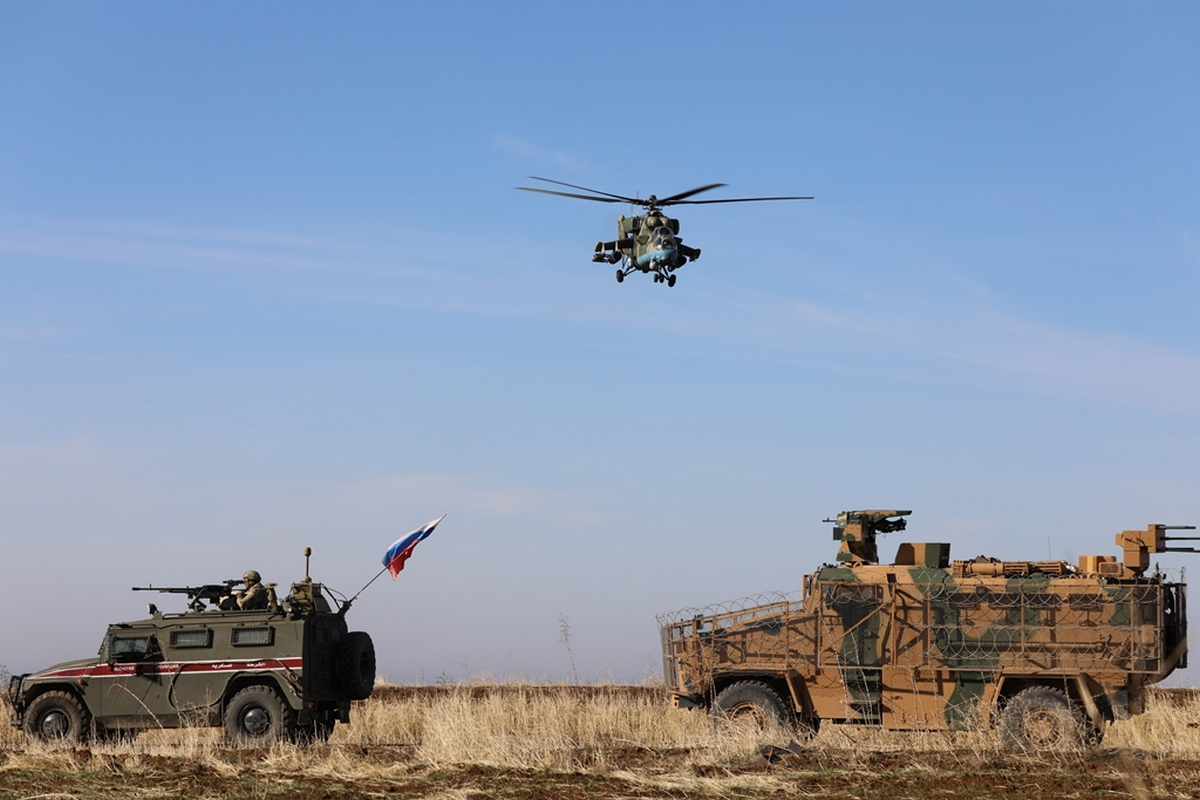
Patrulha russo-turca na província de Hasakah, em 2021, na zona desmilitarizada perto da fronteira com a Turquia.

Com o sul do país considerado "seguro", em setembro de 2018, as forças do regime sírio moveram-se para o norte, para pacificar o distrito de Idlib e as regiões vizinhas. Intensos bombardeios aéreos por aeronaves do governo Assad e da Rússia foram reportados. Grupos alguns ligados a oposição e a movimentos islamitas esboçaram feroz resistência, mas muitos combatentes rebeldes preferiram se render e contingentes inteiros fizeram acordos com o governo para abandonar suas posições sem serem molestados. A Turquia, temendo uma escalada da violência ainda maior próximo ao seu território, fortificou a fronteira e mandou tropas para a região. Como visto em outras ofensivas, milhares de civis tiveram de abandonar suas casas devido aos bombardeios aéreos. Em outubro, segundo acordo firmado entre os governos da Turquia e da Rússia, uma zona desmilitarizada de 15 a 25 km seria criada, para garantir a passagem da população local e tentar reduzir a crise humanitária que se instaurou no norte da Síria. Como parte do acordo, as importantes autoestradas M4 e M5, que conectam Lataquia e Damasco a Alepo foram reabertas. Tropas do regime sírio, contudo, continuaram atacando grupos rebeldes pela região que não tinham aceitado o acordo de cessar-fogo próximo a área desmilitarizada e em locais chave de Idlib.

### "Fim" do Califado, terceira invasão turca e cessar-fogo temporário em Idlib
Ao fim de 2018, boa parte da Comunidade Internacional e acadêmicos consideravam que a guerra civil síria encaminhava para uma vitória do regime de Bashar al-Assad. A oposição, embora ainda conservasse algum poder e territórios no norte, já não tinha condições de partir para novas conquistas, e os jihadistas no leste perdiam força consideravelmente. Assim, embora a situação dos curdos se mante-se não resolvida, a posição de Assad estava praticamente segura. Sua vitória parcial podia ser atribuída, segundo observadores internacionais, a brutalidade das forças de segurança estatais, a disposição do regime de ceder áreas sem importância para os opositores, enquanto controlava ou lutava para retomar grandes centros urbanos e regiões cruciais dominadas por xiitas (secto que apoiava o governo). Porém, mais importante, foi o apoio extenso e crucial da Rússia, que não mediu esforços (militares e econômicos) para apoiar Assad. Ainda assim, segundo analistas, a situação na Síria estava longe de ter sido resolvida. O país estava em ruínas, sua economia em frangalhos e as tensões étnica e religiosas, com a oposição ainda não derrotada, se mantinham firmes.

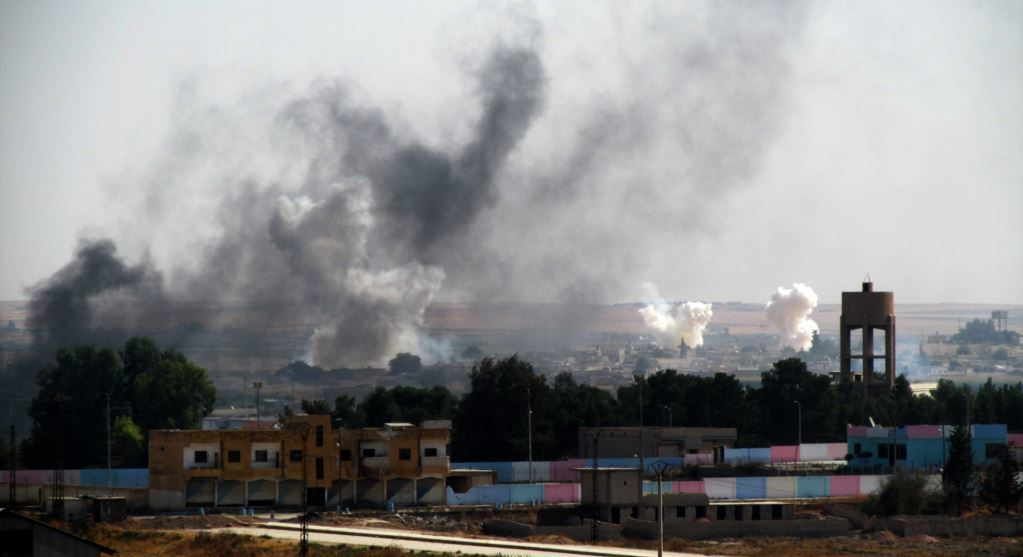
Bombardeio turco contra a cidade de Tell Abyad, em outubro de 2019.

Enquanto isso, os Estados Unidos começaram a planejar sair da guerra. Militares americanos e lideranças políticas planejavam se manter no país, com o intuito de derrotar os extremistas islâmicos e conter a expansão da influência iraniana na região. Contudo, em dezembro de 2018, o presidente Donald Trump anunciou uma decisão unilateral de retirar todos os soldados dos Estados Unidos da Síria. Embora a decisão tenha sido aplaudida pela Rússia, políticos americanos e líderes europeus a criticaram com veemência, com o secretário de defesa Jim Mattis renunciando devido a desavenças com a Casa Branca sobre a estratégia síria. Sob pressão, Trump reverteu parte de sua decisão e anunciou que manteria até 400 soldados para trás na Síria. Nesse meio tempo, a guerra contra o Estado Islâmico no leste ganhava mais proeminência enquanto os avanços de Assad no norte e sul perdiam gás. Em novembro de 2017, tropas do regime já haviam libertado a cidade de Deir Zor, mas não tomaram outras medidas no leste. Então, em setembro de 2018, as Forças Democráticas Sírias (FDS), apoiadas pelos Estados Unidos e diversas nações europeias, lançaram-se numa grande ofensiva em direção a fronteira iraquiana, conquistando vários territórios e expulsando militantes do EIIL dos seus últimos redutos. Ao fim de março de 2019, líderes do FDS anunciaram que a cidade de Al-Baghuz Fawqani havia sido reconquistada. Este era o último reduto do Estado Islâmico na Síria, liquidando assim formalmente o Califado que o seu líder, Abu Bakr al-Baghdadi, havia proclamado quase cinco anos antes.
Nesse meio tempo, a situação na fronteira turca-síria se deteriorou rapidamente. A Turquia, que já havia lançado duas invasões pontuais dentro da Síria, anunciaram, em meados de 2019, suas intenções de lançar uma ofensiva maior em solo sírio, não para combater islamitas, mas sim os curdos, encabeçadas pela milícia FDS. Em 8 de outubro de 2019, o presidente Donald Trump anunciou formalmente que todos os soldados americanos na Síria iriam se retirar no menor prazo possível e, numa ligação com o presidente turco, Recep Tayyip Erdoğan, afirmou que não interferiria em qualquer ação militar da Turquia no país vizinho. No dia seguinte, a 9 de outubro, tropas turcas bombardearam posições curdas e lançaram uma invasão terrestre em larga escala. Políticos por todo o mundo, especialmente no Ocidente, condenaram as ações turcas e a permissividade de Trump, afirmando que o FDS foi fundamental para derrotar o Estado Islâmico e que isso seria uma traição (os Estados Unidos passaram os últimos cinco anos apoiando, militar e financeiramente, os curdos na Síria). Após uma semana de ofensivas, em um acordo negociado com apoio de Rússia e Estados Unidos, um cessar-fogo temporário foi firmado na fronteira turco-síria. Combates retomaram no final de outubro e crimes de guerra foram denunciados, especialmente perpetrados pelos turcos. Enquanto isso, em 27 de outubro, o governo americano confirmou a morte de Abu Bakr al-Baghdadi, líder do EIIL, numa operação militar em solo sírio. Sua morte foi considerada mais um duro golpe aos islamitas na Síria.
No final de 2019 e começo de 2020, o exército sírio, apoiado pela Rússia, focou suas operações militares na província de Idlib, no noroeste do país. Em 25 de fevereiro de 2020, o regime Assad confirmou que havia conquistado a importante cidade de Kafr Nabl, na região central de Idlib. Essa cidade estava nas mãos da oposição desde 2012 e era controlada por forças rebeldes apoiadas pela Turquia, ameaçando ainda mais desestabilizar a situação geopolítica da região. Em 5 de março de 2020, após uma rodada de negociações entre o presidente turco Recep Tayyip Erdoğan e o presidente russo Vladimir Putin, foi anunciado um cessar-fogo na região de Idlib entre tropas do governo Assad e rebeldes, levando a uma das maiores reduções das hostilidades até aquele momento no conflito.

### Crises econômicas, protestos e combates no leste
Entre 2020 e 2021, a situação da guerra, seguia num impasse favorável ao governo, com o regime Assad controlando quase todas as regiões estratégicas do país e os centros urbanos principais. Ao mesmo tempo, uma grave crise econômica voltou a assolar a nação, que levou a uma nova onda de protestos. A comunidade internacional manteve e até expandiu sanções sobre a Síria, o que prejudicou o país, embora o apoio militar Ocidental para a oposição síria estivesse minguando. Analistas internacionais afirmaram que, embora duramente enfraquecido, o regime de Bashar al-Assad tinha base para se declarar "vitorioso" na guerra, muito devido ao fato de ter sobrevivido e ainda estar em controle de boa parte do país. Porém, o futuro seguia incerto, com milhares de pessoas ainda deslocadas de suas casas, combates ainda acontecendo (particularmente no norte) e uma recorrente crise econômica sob o peso de sanções.

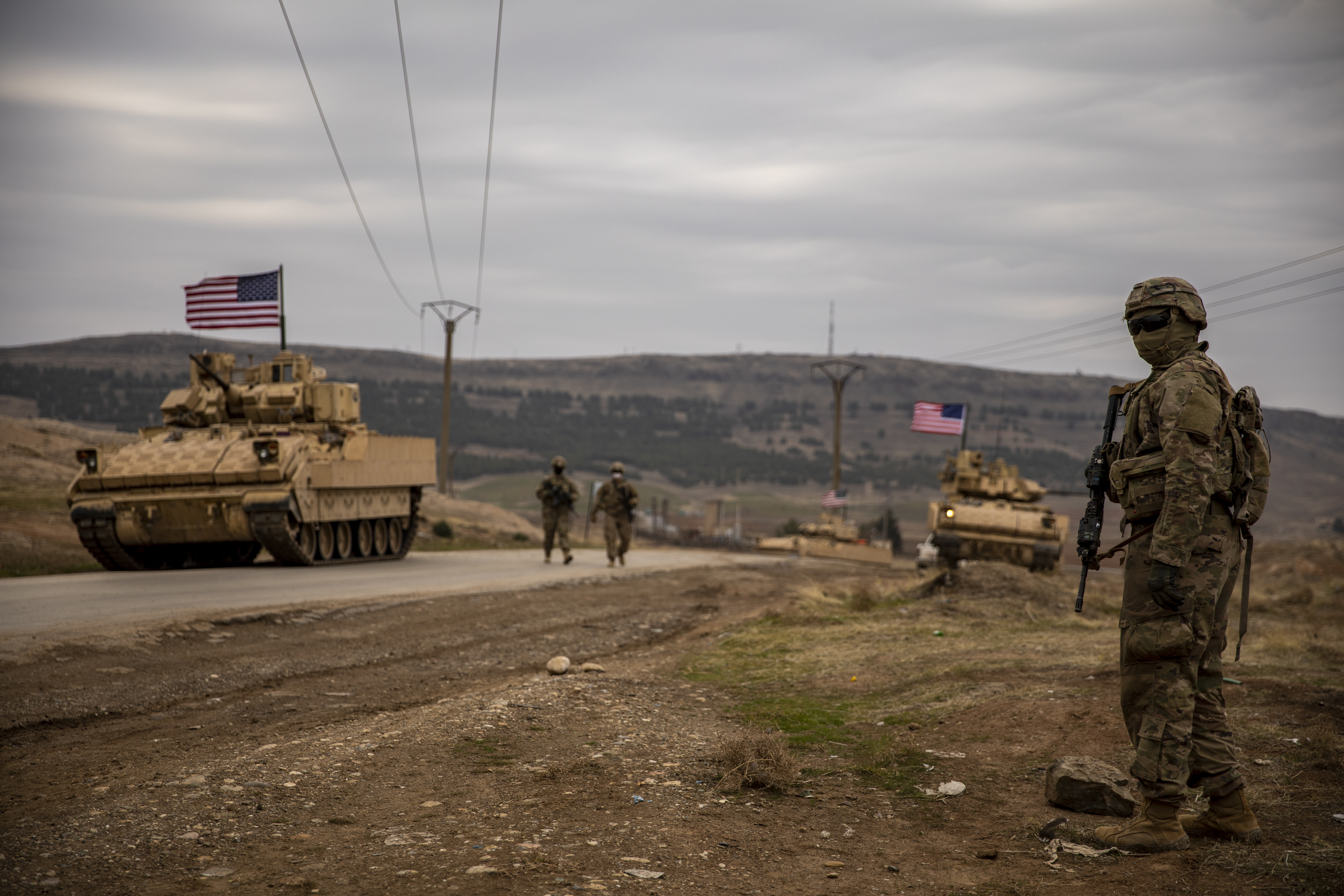
Militares dos Estados Unidos em operações contra-terroristas no leste da Síria, em 2021.

Com partes do país sob firme controle do governo, o regime sírio se sentiu confiante o suficiente para realizar eleições gerais. Em 27 de maio de 2021, o presidente Bashar al-Assad foi reeleito para um quarto mandato, com mais de 95% dos votos válidos. Segundo observadores internacionais, esta eleição não foi livre ou justa. Vários países, especialmente no Ocidente (como França, Alemanha, Itália, Reino Unido e Estados Unidos), afirmaram que não reconheceriam o resultado do pleito. A oposição síria também condenou a eleição.
Com a situação econômica da Síria se deteriorando, protestos aconteceram na segunda metade de 2023 em várias partes do país, exigindo melhores condições de vida, combate a inflação e corrupção, pobreza e a queda do regime Assad. A maioria das manifestações aconteceram na região de As-Suwayda.
Nos campos de batalha, em 2021 e 2022, a situação na Síria continuava tensa, mas os combates haviam reduzido de intensidade desde a destruição do Estado Islâmico e os ganhos territoriais do governo Assad. No norte, grupos de oposição (islamitas e milícias aliadas da Turquia) mantinham o controle de várias regiões, especialmente na área de Idlib. No nordeste do país, a região autônoma da chamada "Administração do Norte e Leste" controlava boa parte do Curdistão sírio. Porém, em agosto de 2023, combates violentos começaram a acontecer na região de Deir Zor. Uma coalizão de milícias árabes (apoiadas indiretamente pelo governo sírio) começou a atacar fações curdas no leste, especialmente combatentes das Forças Democráticas Sírias (FDS). A Rússia e os Estados Unidos apoiaram o FDS, especialmente em ações contra grupos islamitas. A luta foi intensa e resultou em dezenas de mortos até que no começo de setembro, acordos de cessar-fogo entre milícias árabes e grupos curdos garantiram uma frágil paz no leste entre os principais grupos beligerantes. Em 2023 e no começo de 2024, se aproveitando da redução das hostilidades, as forças rebeldes no norte da Síria começaram a se rearmar, recrutar novos combatentes e aumentar a perícia técnica dos seus comandados, enquanto o regime sírio cortava gastos para lidar com uma profunda crise econômica e seus aliados, os governos da Rússia e do Irã, mudavam seus focos para outros assuntos, como a Guerra na Ucrânia e o conflito em Gaza, respectivamente. Em 2024, as forças armadas do regime estavam desmoralizadas, sem dinheiro e sem apoio dos aliados russos, iranianos e do Hezbollah, o que se provaria decisivo nos eventos que se desenrolariam no final deste mesmo ano.

### Novas ofensivas rebeldes, queda do regime Assad e período de transição
Em novembro de 2024, após meses de calmaria, a guerra no noroeste da Síria reiniciou a todo vapor. Uma coalizão de rebeldes sírios lançaram-se em diversas ofensivas nas províncias de Idlib e, principalmente, Alepo. Desorganizado após um longo tempo com poucos combates, o exército sírio não conseguiu oferecer resistência de forma efetiva, o que terminou com boa parte da cidade de Alepo sendo tomada de assalto. As forças armadas do regime sírio pareciam incapazes de deter o avanço rebelde, liderados pelos jihadistas do grupo Tahrir al-Sham. Em 5 de dezembro, menos de uma semana após a queda de Alepo, os rebeldes assumiram o controle da cidade de Hama, capturando toneladas de equipamento abandonado pelas forças sírias.
O avanço dos rebeldes em novembro e dezembro de 2024 pegou o mundo de surpresa, com o exército de Assad se recusando a lutar em várias situações enquanto Irã e Rússia, os principais apoiadores do regime sírio,  pareciam ter abandonado a causa de Assad. Após a queda de Alepo e Hama, a cidade de Homs, no noroeste, que outrora fora a "capital da revolução" e estava nas mãos do governo Assad desde 2014, começou a ser atacada pelos rebeldes da oposição síria, com a cidade sendo tomada em 8 de dezembro após, mais uma vez, o exército do regime desistir da defesa. No leste, a cidade histórica de Palmira também estava sendo flanqueada pelas forças da oposição e foi rapidamente ocupada. Até mesmo a capital Damasco começou a ser atacada pelos rebeldes, colocando o futuro do regime Assad em uma posição muito insegura.

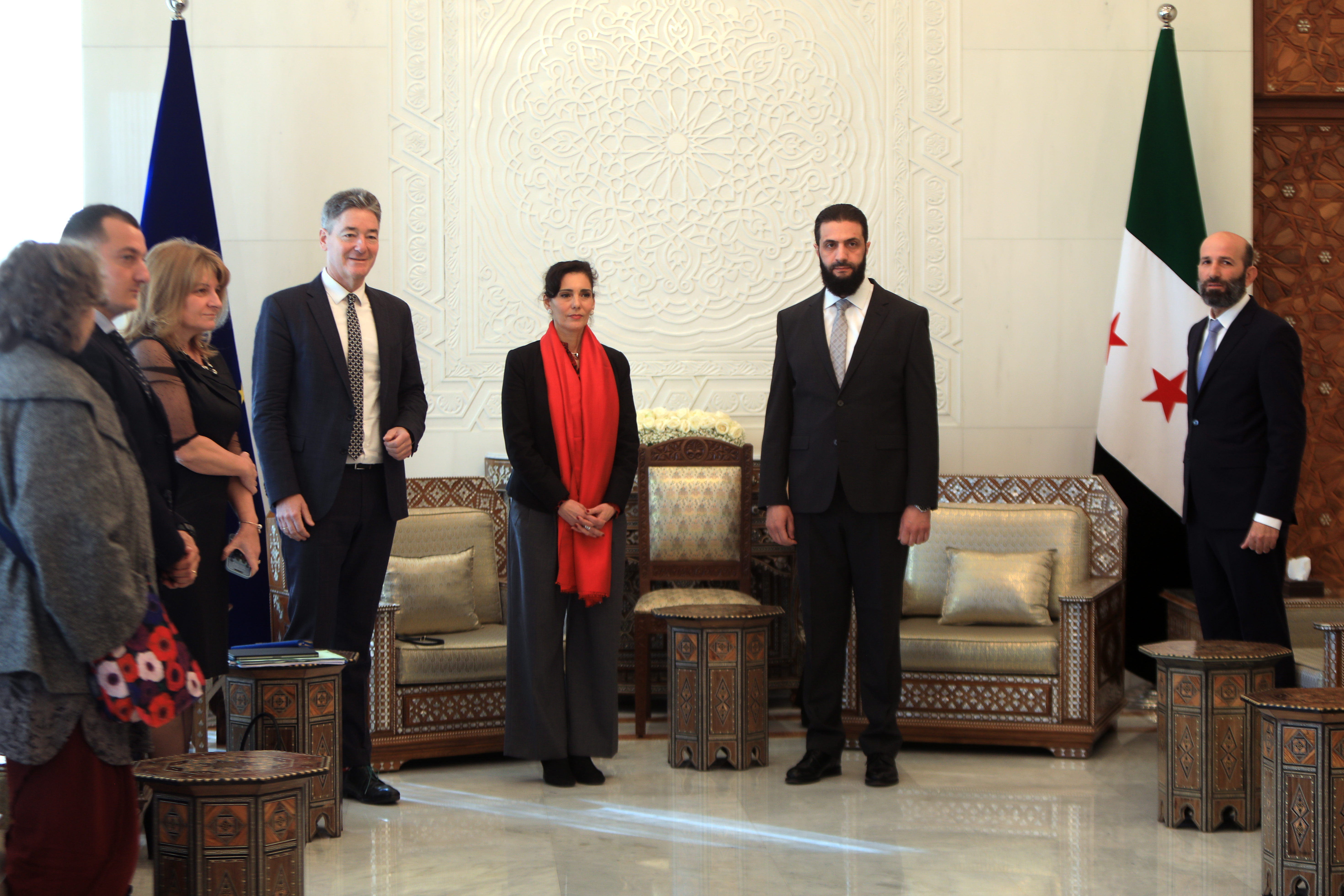
Ahmed al-Sharaa se encontrando com membros de uma comissão europeia, em janeiro de 2025.

Em 7 de dezembro de 2024, boa parte de Damasco já estava ocupado pelos rebeldes. O exército sírio, mais uma vez, não esboçou muita resistência. Em 8 de dezembro, o primeiro-ministro e o chefe do exército de Assad anunciaram que o governo baathista havia colapsado após Bashar al-Assad ter abandonado a capital.
Em janeiro de 2025, um governo de transição foi formalmente empossado, com Ahmed al-Shar’a, líder da organização Hay'at Tahrir al-Sham (HTS), sendo declarado como o novo presidente da Síria. O novo líder do país prometeu eleições livres sob uma nova constituição e exortou nações pelo mundo a reconhecer seu governo. Mesmo assim, a paz não imperou na Síria, com diversas cidades (como Homs e Damasco) vendo combates entre jihadistas islâmicos e os alauítas (a minoria que governava o país na era Assad). Em algumas regiões, membros do HTS foram acusados de massacrar centenas de civis, a maioria alauítas, mas também cristãos e muçulmanos de outras denominações não sunitas. Também houve esporádicos confrontos entre militante do novo governo e lealistas baathistas.
Em 10 de março de 2025, as Forças Democráticas Sírias curdas assinaram um acordo com o governo interino sírio para integrar as novas instituições do Estado. Entre fevereiro e maio, ocorreram confrontos entre forças pró-governo e milícias drusas em Suwayda, resolvidos mediante acordos. Em maio, o Estado Islâmico realizou seu primeiro ataque pós-queda de Bashar al-Assad, detonando uma mina em Suwayda, matando um soldado. Até o fim de maio, os ataques de insurgentes pró-Assad haviam cessado, assim como os conflitos com os drusos.  Em julho, choques entre drusos e beduínos em Suwayda levaram à intervenção do exército sírio, que sofreu um ataque aéreo israelense contra tanques na região, descrito como um "aviso" de Israel ao novo governo do presidente Ahmed al-Sharaa.

## Envolvimento estrangeiro

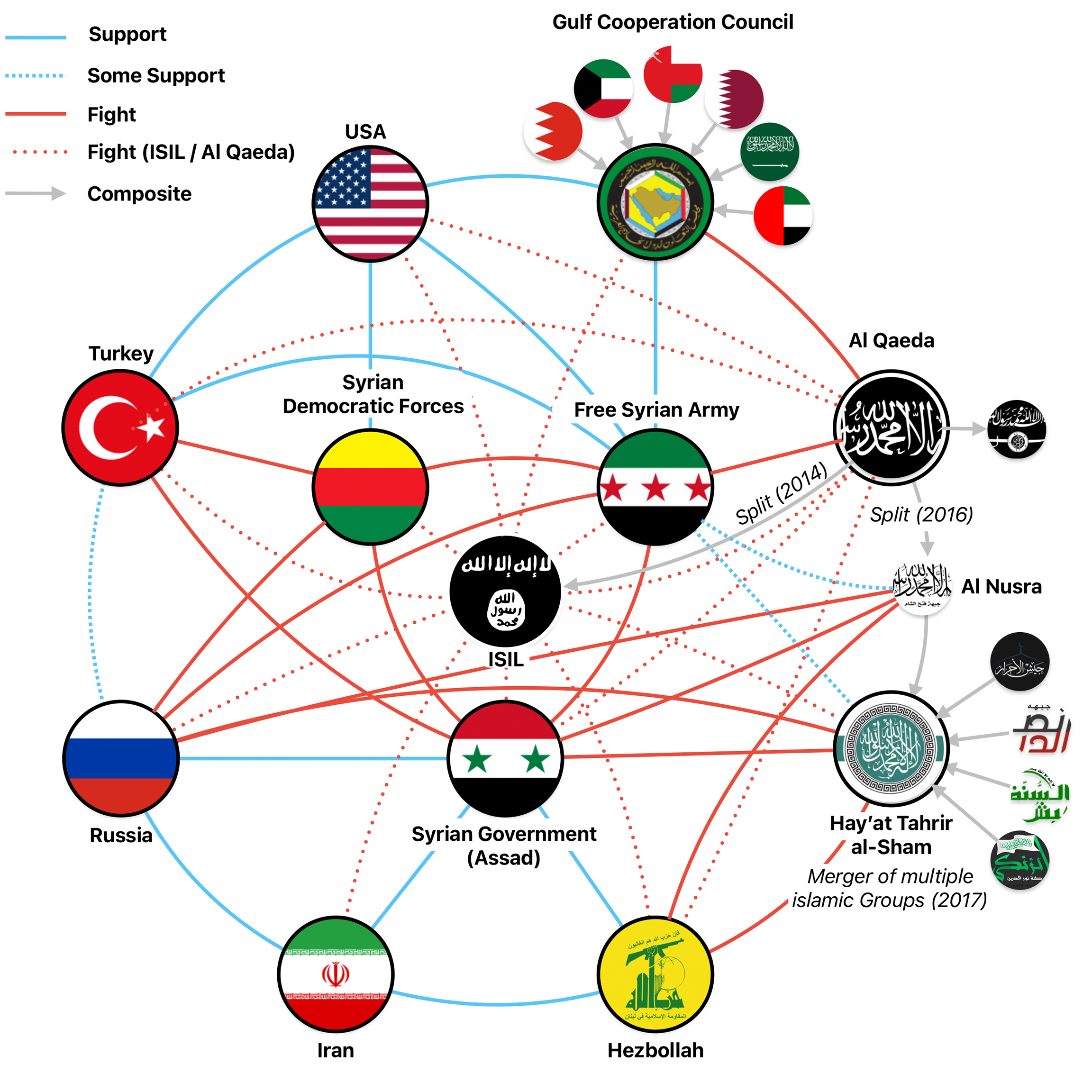
Os atores locais, regionais e internacionais envolvidos na guerra civil síria.

O conflito sírio é interpretado como parte de uma "guerra por procuração" entre Estados sunitas, como a Arábia Saudita, Turquia e Catar, apoiando a oposição de maioria sunita, e outros países como Irã e o movimento político xiita do Hezbollah no Líbano, que apoiam o governo alauita sírio.

### Apoio a oposição

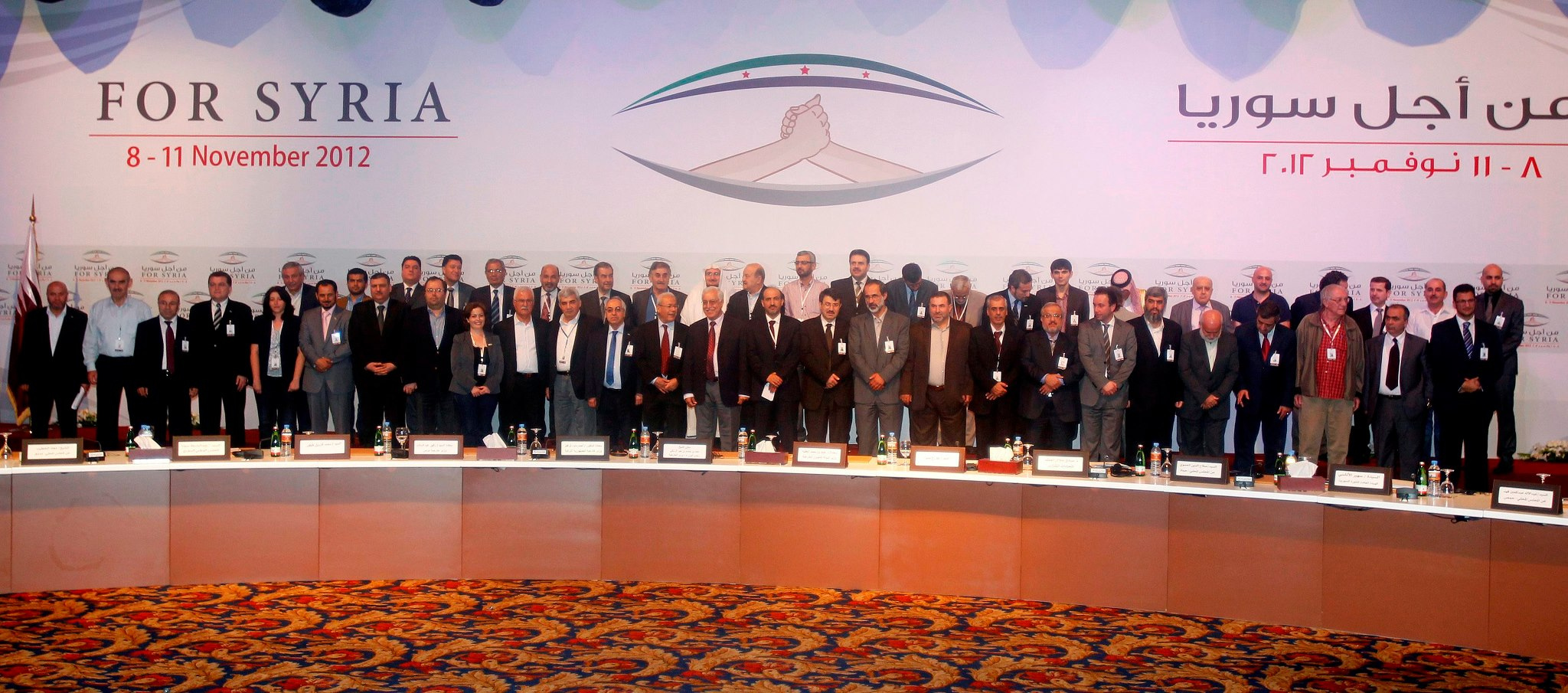
Lideranças da chamada Coalizão Nacional Síria da Oposição e das Forças Revolucionárias se reunindo em Doha, no Qatar, em novembro de 2012.

O governo da Turquia é o que fornece maior apoio direto aos dissidentes sírios, sendo uma grande porcentagem dos mais de 2 milhões de refugiados gerados pelo conflito encontraram refúgio no território turco. Muitos opositores sírios usaram a cidade de Istambul como centro para comandar a luta pela mudança de regime no seu país, e a Turquia também refugiou o líder do Exército Livre da Síria, o coronel Riad al-Asaad.
O principal apoio material e financeiro dispensado à oposição vem de Estados sunitas no Oriente Médio, principalmente o Catar, a Turquia e a Arábia Saudita, que enviavam enormes quantidades de armas, munição e outros mantimentos aos rebeldes. Nenhum desses países, contudo, chegou a enviar tropas terrestres para lutar na Síria, apesar de alguns conflitos bélicos na fronteira turca. Militantes islâmicos jihadistas, vários ligados a al-Qaeda, vindos de diversos países (normalmente de maioria sunita), também foram a Síria para lutar pela oposição.
No ocidente, boa parte do apoio à oposição vinha, principalmente, dos Estados Unidos, da França e do Reino Unido.
Em 11 de novembro de 2012, em meio a escalada de violência, em Doha, o chamado Conselho Nacional e outros grupos de oposição se juntaram para formar a "Coalizão Nacional Síria da Oposição e das Forças Revolucionárias", unificando assim a maioria dos grupos anti-Assad. Nos dias que se passaram, muitos Estados árabes do golfo e várias potências ocidentais reconheceram a nova coalizão como legítimos representantes do povo sírio. Entre os delegados que  compõem  o novo conselho, estão mulheres e representantes de minorias étnicas e religiosas, como os alauitas. Já o conselho militar é formado por lideranças do Exército Livre da Síria. Em 25 de março de 2013, a Coalizão Nacional Síria ganhou oficialmente um assento no plenário da Liga Árabe, organização que apoia os rebeldes sírios desde o início do conflito. A medida seria uma forma de legitimar, perante a comunidade internacional, a posição da Coalizão de Oposição.
Ao fim de 2013, alguns países ocidentais, como os Estados Unidos e a Inglaterra, anunciaram cortes na ajuda à oposição síria, frente a radicalização cada vez mais crescente das diferentes facções rebeldes. Grupos moderados vêm perdendo espaço no cenário político e militar do conflito, enquanto os extremistas e fundamentalistas crescem em poder e influência.
Em julho de 2015, contudo, os Estados Unidos (apoiados por parceiros regionais do Golfo) começaram um projeto para armar e treinar membros de facções consideradas moderadas da oposição síria. O objetivo deste programa de apoio era preparar os rebeldes para enfrentar o avanço do Estado Islâmico em território sírio. A eficiência deste plano, porém, foi muito questionada.
Em 19 de julho de 2017, foi reportado que o então presidente dos Estados Unidos, Donald Trump, havia decidido interromper todos os programas de treinamento e apoio em termos de armas a grupos rebeldes antigoverno na Síria, algo muito requisitado pela Rússia, uma importante aliada do regime Assad.

### Apoio ao governo Assad
O regime do presidente Bashar al-Assad, por sua vez, recebe vasto apoio vindo de países e organizações xiitas, como o Irã e o Hezbollah, respectivamente. O líder supremo iraniano, Ali Khamenei, abertamente anunciou apoio ao governo sírio. O jornal britânico The Guardian reportou que o Irã apoiava Assad com equipamentos, informações e treinamento. Em 25 de maio de 2013, em um discurso, o líder da milícia Hezbollah, Hassan Nasrallah, afirmou que a organização estava "comprometida em ajudar Assad a se manter no poder". Segundo fontes ocidentais, mais de 5 mil combatentes do grupo estão atualmente na Síria lutando ao lado das forças do governo.
A Rússia é a maior aliada do regime sírio no conflito. Em janeiro de 2012, a Human Rights Watch criticou o governo russo por "repetir os mesmos erros dos países ocidentais" ao apoiar "disfarçadamente" o lado que simpatiza. Um dos principais interesses da Rússia no conflito é a manutenção da base naval no porto de Tartus, que Moscou considera essencial para a manutenção da influência do país no mediterrâneo. Em apoio ao regime sírio, o governo russo teria enviado enormes quantidades de armas pequenas e pesadas e até helicópteros de combate para suprir as forças do ditador Bashar al-Assad. Os russos também dariam apoio técnico, logístico e financeiro ao regime.
Em setembro de 2015, foi reportado que as forças armadas russas estavam montando uma base militar na Síria, com pessoal e equipamento (incluindo veículos blindados e aeronaves), com o propósito de melhor apoiar e até lutar ao lado das forças do presidente Bashar al-Assad. Esta foi a primeira vez que havia sido confirmado a presença de militares da Rússia na frente de combate síria. O objetivo desta tropa seria apoiar o governo sírio na luta contra os militantes Estado Islâmico e da oposição, que vinham ganhando terreno até aquele momento. Somente nos primeiros seis meses da campanha aérea e naval, mais de 4 500 pessoas morreram (a maioria combatentes islamitas).

## Reações internacionais

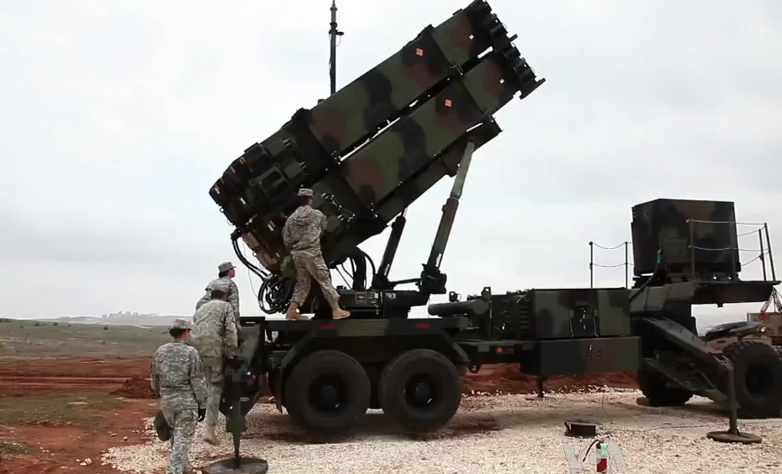
Soldados norte-americanos fazem a instalação de uma bateria de mísseis Patriot perto de Gaziantep, na Turquia, em fevereiro de 2013.

Em 23 de janeiro de 2012, a Síria anunciou que rejeitava proposta da Liga Árabe para que Al-Assad se afaste do cargo e que seja criado um governo de unidade nacional dentro de dois meses. No dia seguinte, um ministro sírio chama o relatório referente ao documento emitido, no qual a Liga Árabe pediu a renúncia do presidente Bashar al-Assad, de "conspiração". No relatório, feito entre 24 de dezembro de 2011 a 18 de janeiro de 2012 foi reportado que "não há nenhum tipo de repressão letal organizada pelo governo sírio contra manifestantes pacíficos". Em vez disso, o relatório denuncia as muitas gangues armadas como responsáveis pela morte de centenas de civis e de mais de mil soldados do exército sírio, em atentados organizados e letais (explosões de ônibus de transporte de civis, ataques a bomba contra trens carregados de óleo diesel, ataques a bomba contra ônibus de transporte de policiais e ataques a bomba contra pontes e oleodutos). Esta conclusão foi amplamente criticada dentro e fora do mundo árabe. O Conselho Nacional sírio considerou o relatório sobre o trabalho dos observadores como "um passo atrás nos esforços da Liga e não reflete a realidade vista pelos observadores no terreno". Segundo o governo sírio, os ataques no país são cometidos por terroristas. Porém, observadores internacionais e analistas voltaram a denunciar a matança indiscriminada de civis por parte das forças do governo.

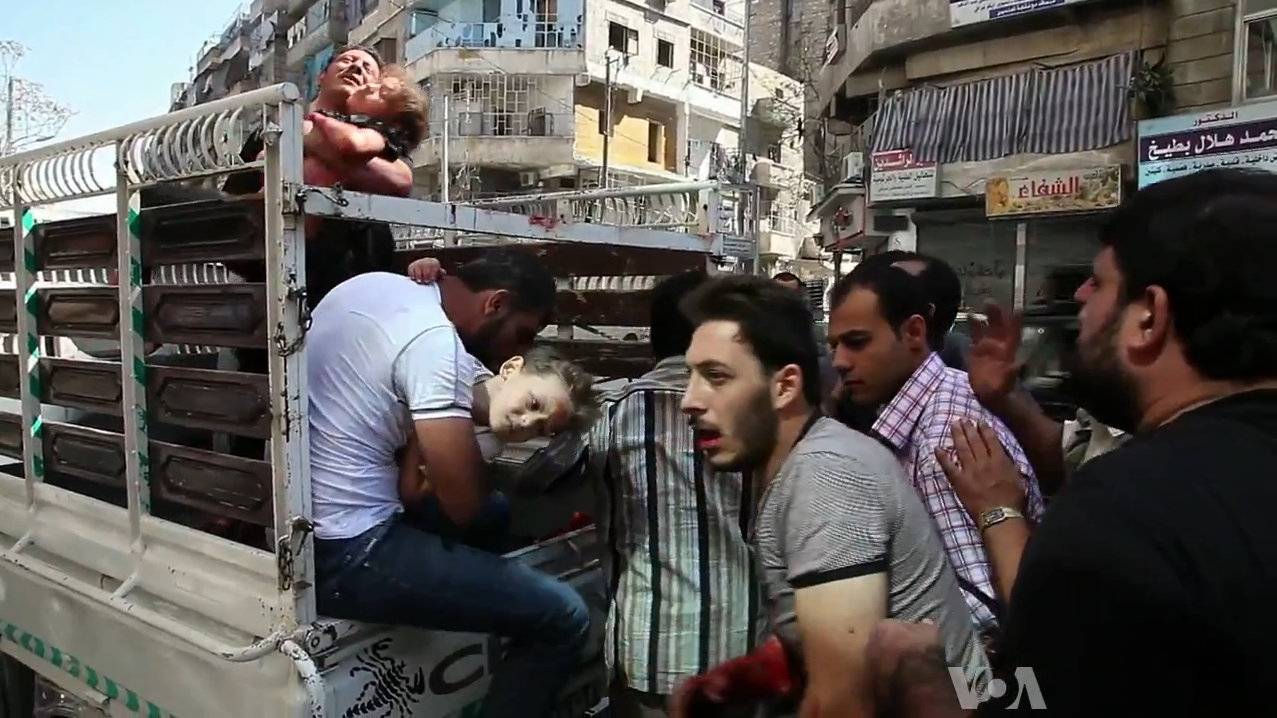
Civis feridos na frente de um hospital de Alepo, outubro de 2012.

A Liga Árabe, a União Europeia, as Nações Unidas e vários governos ocidentais condenaram a violência no país e a repressão do regime sírio, apoiando o direito de liberdade de expressão do povo. Vários governos ocidentais, em especial os Estados Unidos e membros da União Europeia, impuseram pesadas sanções econômicas unilaterais contra a Síria em um esforço para enfraquecer o governo de Damasco. O efeito deste embargo financeiro das potências é inconclusivo, com países como Irã doando bilhões de dólares ao governo sírio. China e Rússia também demonstraram apoio financeiro ao governo de Bashar al-Assad e se posicionam oficialmente contra qualquer tipo de imposição de sanções internacionais ao país. A Rússia, que tem uma base naval militar na Síria, condenou o uso de violência pela oposição e falou que há "terroristas" entre os manifestantes.
Um dos principais apoios a Síria veio da Rússia. Segundo Mikhail Bogdanov, vice-ministro das Relações Exteriores, "o país, em contraste com os nossos parceiros ocidentais e árabes não vamos impor quaisquer sanções unilaterais, o que pode afetar adversamente a situação social e humanitária na Síria. (...) Nós não vamos estar envolvidos, no entanto, vamos continuar a desenvolver os laços econômicos com a Síria, incluindo no domínio do fornecimento de petróleo e outras necessidades essenciais". O porta voz do Ministério das Relações Exteriores russo, Alexander Lukashevich, contestou as informações que são obtidas pelo "Observatório sírio de Direitos Humanos" e classificou as informações como "não confiáveis" e "tendenciosas".
Também em apoio ao governo sírio, a China acusou os países ocidentais de instigarem uma guerra civil na Síria. Pouco depois, dois navios de guerra iranianos aportaram na base naval de Tartus para uma missão de "formação" da marinha síria, mas eles posteriormente retornaram ao seu país de origem sem completar sua missão, de acordo com a cadeia de televisão iraniana Irinn, país aliado ao regime de Assad.
No dia 9 de janeiro de 2013, o governo brasileiro retirou o seu embaixador da Síria em protesto contra o regime sírio. No dia 16 de junho do mesmo ano, o governo egípcio, então sob a gestão de Mohamed Morsi, também rompeu relações com o país.